# Österreichischer Fußball-Cup 2009/10

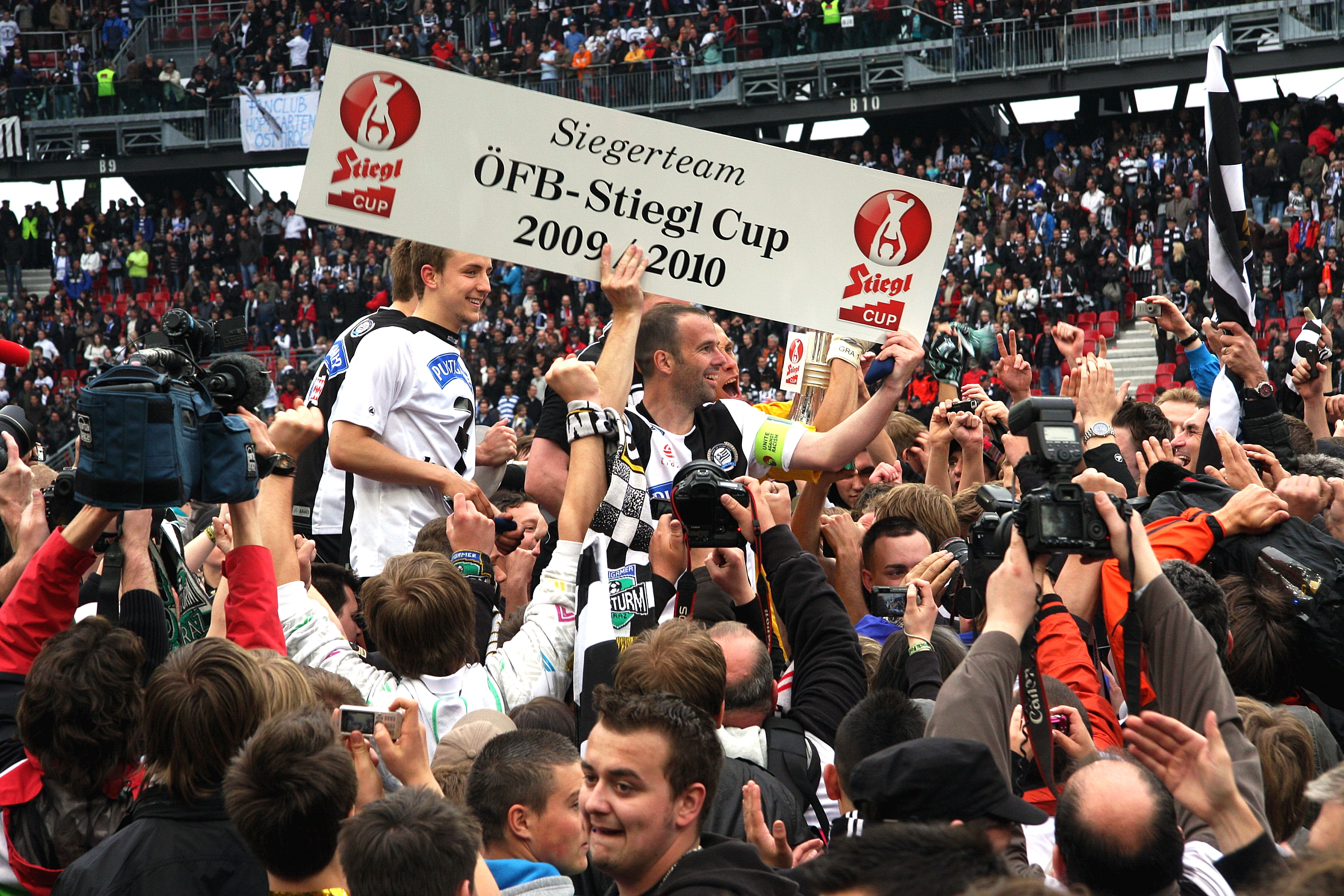
Kapitän Mario Haas zeigt es allen jubelnden Fans: Der SK Sturm Graz ist Sieger im ÖFB-Cup 2010.

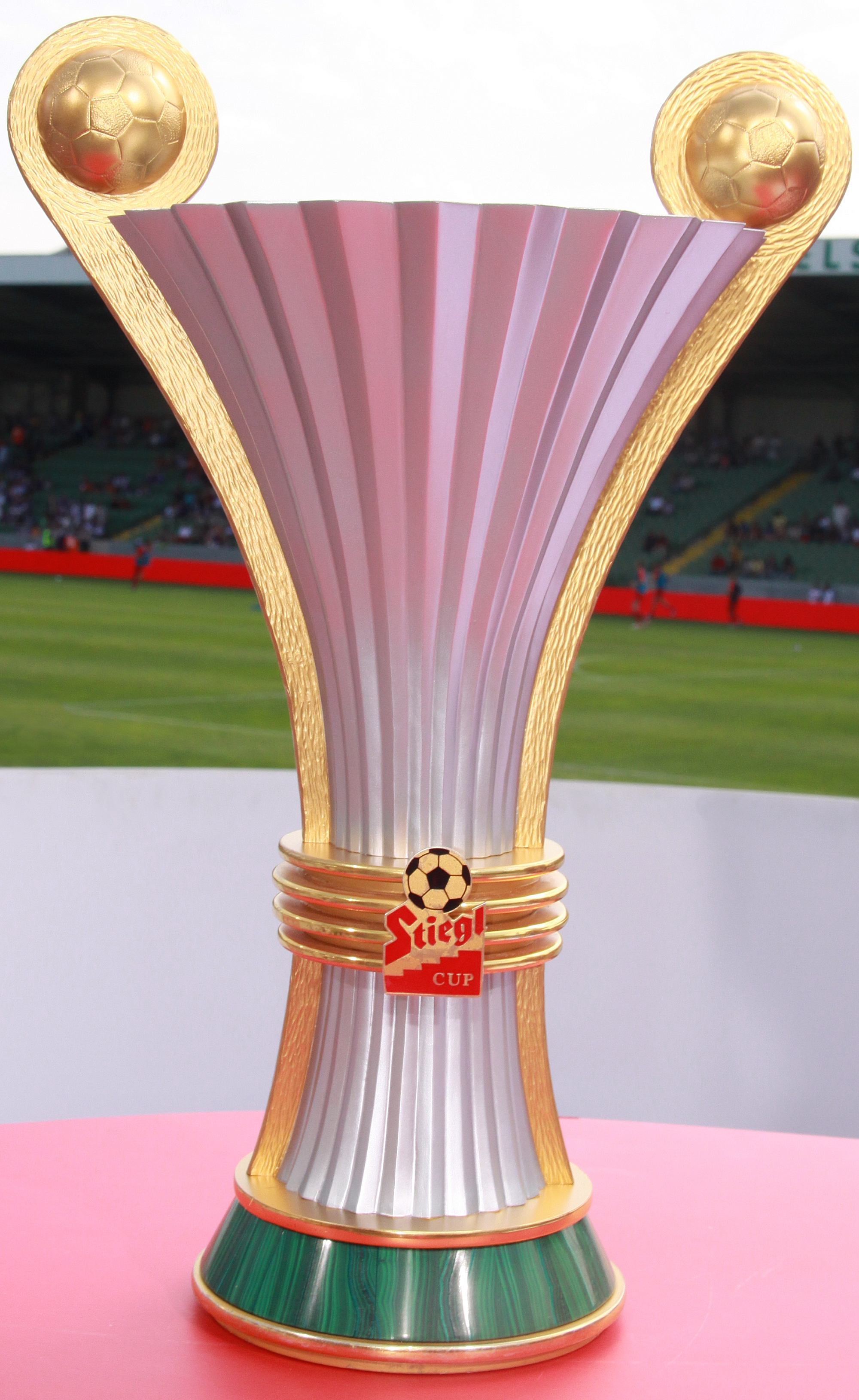
Trophäe des ÖFB-Cups seit 2004.

Der Cup des Österreichischen Fußball-Bundes wurde in der Saison 2009/10 zum 75. Mal ausgespielt. Die offizielle Bezeichnung des Wettbewerbs lautete zum sechsten Mal in Folge „ÖFB Stiegl-Cup“. Der Sieger Sturm Graz ist berechtigt an der dritten Qualifikationsrunde zur UEFA Europa League 2010/11 teilzunehmen.
Titelverteidiger war der österreichische Rekord-Cupsieger FK Austria Wien, der zuletzt viermal in Folge als Sieger aus dem Pokalbewerb hervorging. Die Wiener, die seit dem 23. Mai 2004 kein Cupspiel mehr verloren hatten, scheiterten diesmal jedoch im Achtelfinale mit 0:1 beim LASK Linz. Für den regierenden Meister FC Red Bull Salzburg kam durch eine 0:2-Niederlage beim SK Sturm Graz ebenfalls im Achtelfinale das Aus. Der österreichische Rekordmeister SK Rapid Wien setzte seine negative Cuptradition – letzte Endspielteilnahme 2005, letzter Cupsieg 1995 – fort und schied durch eine 2:3-Niederlage beim SK Austria Kärnten aus.
Für das am 16. Mai 2010 um 16:30 Uhr in der Klagenfurter Hypo Group Arena stattfindende Endspiel konnten sich schließlich der SK Sturm Graz und der SC Magna Wiener Neustadt qualifizieren, das Sturm Graz mit 1:0 für sich entscheiden konnte.
Die Spiele des ÖFB-Cups sind nicht nur eine Frage des Prestiges, sondern auch ein Kampf um Preisgelder, die gegenüber dem Vorjahr (Zahlen in Klammer) wesentlich erhöht wurden. So erhalten die Teilnehmer der zweiten Runde 4.000 Euro (3.000) Antrittsgeld. Im Achtelfinale erhalten diese 8.000 Euro (5.000), im Viertelfinale 25.000 Euro (10.000) und im Halbfinale 40.000 Euro (25.000). Die beiden Endspielteilnehmer werden mit 120.000 Euro (80.000) belohnt. Dazu kommen die Werbeeinnahmen und die geteilten Zuschauereinnahmen.

## Vorrunde
Folgende 66 Vereine spielten in der Vorrunde um den Aufstieg in die erste Hauptrunde:
| Wien (7) | Niederösterreich (12) | Burgenland (7) |
| --- | --- | --- |
| - FC Stadlau - Floridsdorfer AC - KSV Ankerbrot Montelaa - Rennweger SV 1901 - SC Columbia Floridsdorf - SK Rapid Wien II - SV Wienerberg                                 | - 1. SVg Wiener Neudorf - ASK Kottingbrunn - ASV Schrems - FC Admira Wacker Mödling II - FC Waidhofen/Ybbs - 1. SC Sollenau - SC Zwettl - SKU Amstetten - SV Horn - SV Leobendorf - SV Schwechat - SV Würmla | - ASK Baumgarten - SC/ESV Parndorf - SC Neudörfl - SV Güssing - SV Oberwart - SV Stegersbach - UFC Purbach            |
| Oberösterreich (10) | Steiermark (10) | Kärnten (6) |
| - FC Blau-Weiß Linz - FC Wels - LASK Linz II - SK Vorwärts Steyr - SPG Neuhofen/Ried - SV Gmunden - SV Grieskirchen - SV Sierning - Union St. Florian - Union Vöcklamarkt | - ASK Voitsberg - DSV Leoben - Grazer AK - SC Fürstenfeld - SC Kalsdorf - SC Weiz - SK Sturm Graz II - SV Bad Aussee - SVL Flavia Solva - USV Allerheiligen                                                  | - FC St. Veit - SAK Klagenfurt - SK Austria Kärnten II - SC St. Stefan im Lavanttal - VST Völkermarkt - WAC/St. Andrä |
| Salzburg (5) | Tirol (6) | Vorarlberg (3) |
| - Salzburger AK 1914 - SV Seekirchen 1945 - TSV Neumarkt - TSV St. Johann - USK Anif                                                                                      | - FC Kufstein - FC Wacker Innsbruck II - SPG Axam/Götzens - SPG Reichenau/Innsbruck - SV Hall - WSG Wattens                                                                                                  | - FC Hard - SC Bregenz - VfB Hohenems                                                                                 |

### Ergebnisse der Vorrunde
| 21.07.2009 | SV Seekirchen (RL) | 3:1 (1:1) | TSV Neumarkt (RL) | | | | |
| 21.07.2009 | TSV St. Johann (RL) | 1:1 n. V. (1:1, 0:0) (6:4 i. E.) | USK Anif (RL) | | | | |
| 24.07.2009 | SV Güssing (LL) | 0:3 (0:2) | ASK Baumgarten (RL) | | | | |
| 24.07.2009 | FC St. Veit (RL) | 2:1 (0:1) | SC St. Stefan (RL) | | | | |
| 24.07.2009 | FC Wels (RL) | 5:1 (2:0) | Union St. Florian (RL) | | | | |
| 24.07.2009 | Grazer AK (RL) | 3:1 (2:1) | DSV Leoben (RL) | | | | |
| 25.07.2009 | USV Allerheiligen (RL) | 1:0 (0:0) | ASK Voitsberg (RL) | | | | |
| 26.07.2009 | SK St. Andrä (RL) | 3:1 (1:0) | VST Völkermarkt (LL) | | | | |
| 27.07.2009 | SK Austria Kärnten II (LL) | 0:1 (0:0) | SAK Klagenfurt (RL) | | | | |
| 28.07.2009 | FC Wacker Innsbruck II (RL) | 0:2 (0:1) | WSG Wattens (RL) | | | | |
| 28.07.2009 | SV Hall (LL) | 5:0 (1:0) | SPG Axam/Götzens (RL) | | | | |
| 28.07.2009 | SC Bregenz (RL) | 1:3 (0:0) | FC Hard (RL) | | | | |
| 28.07.2009 | FC Blau-Weiß Linz (RL) | 5:1 (3:1) | SV Neuhofen/SV Ried II (LL) | | | | |
| 28.07.2009 | SK Sturm Graz II (RL) | 3:0 (2:0) | SC Kalsdorf (LL) | | | | |
| 28.07.2009 | SVL Flavia Solva (RL) | 4:2 (4:0) | SC Weiz (RL) | | | | |
| 29.07.2009 | SPG Reichenau/Union Innsbruck (RL) | 6:2 (3:2) | VfB Hohenems (RL) | | | | |
| 29.07.2009 | SAK 1914 (LL) | 1:2 n. V. (1:1, 1:1) | FC Kufstein (RL) | | | | |
| 29.07.2009 | KSV Ankerbrot Montelaa (LL) | 3:2 (3:1) | FC Stadlau (LL) | | | | |
| 31.07.2009 | Rennweger SV (LL) | 1:0 n. V. | SV Wienerberg (RL) | | | | |
| 31.07.2009 | 1. Wiener Neudorfer SVg (L5) | 2:1 (1:1) | FC Waidhofen/Ybbs (RL) | | | | |
| 31.07.2009 | SK Vorwärts Steyr (LL) | 2:1 (1:0) | LASK Linz II (LL) | | | | |
| 31.07.2009 | SV Gmunden (LL) | 5:6 n. V. (5:5, 3:2) | SV Grieskirchen (LL) | | | | |
| 31.07.2009 | SC Fürstenfeld (LL) | 3:1 (0:1) | SV Bad Aussee (RL) | | | | |
| 31.07.2009 | SC Neudörfl (LL) | 0:5 (0:3) | SV Stegersbach (LL) | | | | |
| 31.07.2009 | UFC Purbach (LL) | 1:4 n. V. (1:1, 1:0) | SC-ESV Parndorf 1919 (RL) | | | | |
| 31.07.2009 | SV Oberwart (LL) | 3:4 (1:1) | FC Admira Wacker Mödling II (RL) | | | | |
| 31.07.2009 | ASV Schrems (LL) | 1:4 (0:0) | ASK Kottingbrunn (LL) | | | | |
| 31.07.2009 | SKU Amstetten (LL) | 1:1 n. V. (1:1, 0:0) (4:6 i. E.) | SV Horn (RL) | | | | |
| 01.08.2009 | Union Vöcklamarkt (LL) | 3:4 (3:2) | SV Sierning (LL) | | | | |
| 01.08.2009 | SC Columbia Floridsdorf (LL) | 0:3 (0:2) | FAC Team für Wien (RL) | | | | |
| 01.08.2009 | SV Leobendorf (LL) | 1:3 (1:1) | SC Zwettl (RL) | | | | |
| 01.08.2009 | SV Würmla (RL) | 4:1 n. V. (1:1, 0:0) | 1. SC Sollenau (LL) | | | | |
| 01.08.2009 | SV Schwechat (RL) | 2:0 (1:0) | SK Rapid Wien II (RL) | | | | |
| Legende:   | RL = Regionalliga (3. Leistungsstufe) – LL = Landesliga (4. Leistungsstufe) – L5 = 5. Leistungsstufe n. V. = nach Verlängerung – i. E. = nach Elfmeterschießen | RL = Regionalliga (3. Leistungsstufe) – LL = Landesliga (4. Leistungsstufe) – L5 = 5. Leistungsstufe n. V. = nach Verlängerung – i. E. = nach Elfmeterschießen | RL = Regionalliga (3. Leistungsstufe) – LL = Landesliga (4. Leistungsstufe) – L5 = 5. Leistungsstufe n. V. = nach Verlängerung – i. E. = nach Elfmeterschießen | RL = Regionalliga (3. Leistungsstufe) – LL = Landesliga (4. Leistungsstufe) – L5 = 5. Leistungsstufe n. V. = nach Verlängerung – i. E. = nach Elfmeterschießen | RL = Regionalliga (3. Leistungsstufe) – LL = Landesliga (4. Leistungsstufe) – L5 = 5. Leistungsstufe n. V. = nach Verlängerung – i. E. = nach Elfmeterschießen | RL = Regionalliga (3. Leistungsstufe) – LL = Landesliga (4. Leistungsstufe) – L5 = 5. Leistungsstufe n. V. = nach Verlängerung – i. E. = nach Elfmeterschießen | RL = Regionalliga (3. Leistungsstufe) – LL = Landesliga (4. Leistungsstufe) – L5 = 5. Leistungsstufe n. V. = nach Verlängerung – i. E. = nach Elfmeterschießen |

## 1. Runde
In der ersten Runde stiegen alle 22 Profi-Klubs der Bundesliga und der Ersten Liga sowie die neun Landes-Cup-Sieger in den Bewerb ein. Die 33 Aufsteiger aus der Vorrunde komplettierten das Teilnehmerfeld.
| Bundesliga | Erste Liga | Landes-Cup-Sieger |
| --- | --- | --- |
| - SK Rapid Wien - FC Red Bull Salzburg - FK Austria Wien - SK Sturm Graz - SV Ried - LASK Linz - Kapfenberger SV - SK Austria Kärnten - SV Mattersburg - SC Magna Wiener Neustadt | - SCR Altach - FC Lustenau 07 - FC Admira Wacker Mödling - FC Wacker Innsbruck - SKN St. Pölten - SC Austria Lustenau - FC Gratkorn - Red Bull Juniors - First Vienna FC 1894 - FC Dornbirn 1913 - FK Austria Wien II - TSV Hartberg | - ASV Zurndorf (B) - SV Lendorf (K) - SV Gaflenz (NÖ) - FC Pasching (OÖ) - SV Grödig (S) - FC Gleisdorf 09 (ST) - SC Schwaz (T) - Viktoria Bregenz (V) - Post SV Wien (W) |
| Sieger der Vorrunde | | |
| SAK Klagenfurt, FC St. Veit, SK St. Andrä, SV Horn, FC Admira Wacker Mödling II, SC Zwettl, SV Würmla, ASK Kottingbrunn, 1. Wiener Neudorfer SVg, FC Blau-Weiß Linz, SV Grieskirchen, SV Sierning, FC Wels, SK Vorwärts Steyr, TSV St. Johann, SV Seekirchen, SC Fürstenfeld, Grazer AK, SK Sturm Graz II, USV Allerheiligen, SVL Flavia Solva, WSG Wattens, FC Kufstein, SVG Reichenau\|SPG Reichenau/Union Innsbruck, SV Hall, FC Hard, SV Stegersbach, ASK Baumgarten, SC-ESV Parndorf 1919, Rennweger SV 1901, FAC Team für Wien, SV Schwechat, KSV Ankerbrot Montelaa. | | |

### Ergebnisse der 1. Runde
Gesammelt mit den restlichen 33 Siegern der Vorrunde ergaben sich insgesamt 32 Spielpaarungen.
Acht der zehn Bundesligisten kamen in die zweite Runde. Von diesen acht Teams mussten zwei in die Verlängerung, der SK Sturm Graz (gegen den TSV St. Johann/Pongau) sowie der SK Rapid Wien (gegen den SC-ESV Parndorf 1919). Der Rest der Mannschaften gewann seine Spiele klar. Von den zwölf Mannschaften der Ersten Liga scheiterten ebenfalls zwei Teams, nämlich der SCR Altach und der SKN St. Pölten.
Die größten Überraschungen lieferten die Amateure des SK Sturm Graz (3:1 gegen die Kapfenberger SV) sowie jene des FC Admira Wacker Mödling (2:0 gegen die SV Mattersburg).
| Datum      | Liga | Liga | Liga | Heimmannschaft | | Gastmannschaft | Ergebnis |
| ---------- | --- | --- | --- | --- | --- | --- | --- |
| 14.08.2009 | L5 | – | EL | ASV Zurndorf | – | FC Dornbirn 1913 | 2:3 (1:2) |
|            | Torschützen: | Torschützen: | Torschützen: | 0:1 (10.) Thomas Stadler, 1:1 (31.) Frantisek Dzuricek, 1:2 (41.) Thomas Stadler, 1:3 (83.) Oliver Mattle, 2:3 (84.) Slavomir Zatek | 0:1 (10.) Thomas Stadler, 1:1 (31.) Frantisek Dzuricek, 1:2 (41.) Thomas Stadler, 1:3 (83.) Oliver Mattle, 2:3 (84.) Slavomir Zatek | 0:1 (10.) Thomas Stadler, 1:1 (31.) Frantisek Dzuricek, 1:2 (41.) Thomas Stadler, 1:3 (83.) Oliver Mattle, 2:3 (84.) Slavomir Zatek | 0:1 (10.) Thomas Stadler, 1:1 (31.) Frantisek Dzuricek, 1:2 (41.) Thomas Stadler, 1:3 (83.) Oliver Mattle, 2:3 (84.) Slavomir Zatek |
| 14.08.2009 | RL | – | RL | SAK Klagenfurt | – | SK St. Andrä | 2:1 (2:0) |
|            | Torschützen: | Torschützen: | Torschützen: | 1:0 (41.) Goran Jolic, 2:0 (43.) Grega Triplat, 2:1 (85.) Stephan Stückler | 1:0 (41.) Goran Jolic, 2:0 (43.) Grega Triplat, 2:1 (85.) Stephan Stückler | 1:0 (41.) Goran Jolic, 2:0 (43.) Grega Triplat, 2:1 (85.) Stephan Stückler | 1:0 (41.) Goran Jolic, 2:0 (43.) Grega Triplat, 2:1 (85.) Stephan Stückler |
| 14.08.2009 | LL | – | EL | SV Sierning | – | FC Lustenau 07 | 0:2 (0:1) |
|            | Torschützen: | Torschützen: | Torschützen: | 0:1 (7.) Michael Kulnik, 0:2 (56.) Alex Santana | 0:1 (7.) Michael Kulnik, 0:2 (56.) Alex Santana | 0:1 (7.) Michael Kulnik, 0:2 (56.) Alex Santana | 0:1 (7.) Michael Kulnik, 0:2 (56.) Alex Santana |
| 14.08.2009 | RL | – | RL | USV Allerheiligen | – | FC Hard | 2:0 (0:0) |
|            | Torschützen: | Torschützen: | Torschützen: | 1:0 (63.) Igor Perkovic, 2:0 (80.) Daniel Brauneis | 1:0 (63.) Igor Perkovic, 2:0 (80.) Daniel Brauneis | 1:0 (63.) Igor Perkovic, 2:0 (80.) Daniel Brauneis | 1:0 (63.) Igor Perkovic, 2:0 (80.) Daniel Brauneis |
| 14.08.2009 | RL | – | EL | FC Blau-Weiß Linz | – | SKN St. Pölten | 3:2 (1:1) |
|            | Torschützen: | Torschützen: | Torschützen: | 0:1 (15.) Lukas Thürauer, 1:1 (34.) Ernst Koll, 2:1 (64.) Dario Jelcic, 2:2 (80., Elfmeter) Mirnes Becirovic, 3:2 (88., Elfmeter) Svetozar Nikolov | 0:1 (15.) Lukas Thürauer, 1:1 (34.) Ernst Koll, 2:1 (64.) Dario Jelcic, 2:2 (80., Elfmeter) Mirnes Becirovic, 3:2 (88., Elfmeter) Svetozar Nikolov | 0:1 (15.) Lukas Thürauer, 1:1 (34.) Ernst Koll, 2:1 (64.) Dario Jelcic, 2:2 (80., Elfmeter) Mirnes Becirovic, 3:2 (88., Elfmeter) Svetozar Nikolov | 0:1 (15.) Lukas Thürauer, 1:1 (34.) Ernst Koll, 2:1 (64.) Dario Jelcic, 2:2 (80., Elfmeter) Mirnes Becirovic, 3:2 (88., Elfmeter) Svetozar Nikolov |
| 14.08.2009 | RL | – | EL | FC Pasching | – | SCR Altach | 1:0 (1:0) |
|            | Torschützen: | Torschützen: | Torschützen: | 1:0 (8.) Davorin Kablar | 1:0 (8.) Davorin Kablar | 1:0 (8.) Davorin Kablar | 1:0 (8.) Davorin Kablar |
| 14.08.2009 | RL | – | LL | GAK | – | FC Gleisdorf 09 | 5:0 (3:0) |
|            | Torschützen: | Torschützen: | Torschützen: | 1:0 (3.) Philipp Schenk, 2:0 (6.) Philipp Schenk, 3:0 (39., Elfmeter) Roland Kollmann, 4:0 (79.) Roland Kollmann, 5:0 (80.) Herbert Rauter | 1:0 (3.) Philipp Schenk, 2:0 (6.) Philipp Schenk, 3:0 (39., Elfmeter) Roland Kollmann, 4:0 (79.) Roland Kollmann, 5:0 (80.) Herbert Rauter | 1:0 (3.) Philipp Schenk, 2:0 (6.) Philipp Schenk, 3:0 (39., Elfmeter) Roland Kollmann, 4:0 (79.) Roland Kollmann, 5:0 (80.) Herbert Rauter | 1:0 (3.) Philipp Schenk, 2:0 (6.) Philipp Schenk, 3:0 (39., Elfmeter) Roland Kollmann, 4:0 (79.) Roland Kollmann, 5:0 (80.) Herbert Rauter |
| 14.08.2009 | RL | – | BL | SK Sturm Graz II | – | Kapfenberger SV | 3:1 (1:0) |
|            | Torschützen: | Torschützen: | Torschützen: | 1:0 (21.) Florian Kainz, 2:0 (60.) Florian Kainz, 2:1 (72.) David Sencar, 3:1 (84.) Dean Maric | 1:0 (21.) Florian Kainz, 2:0 (60.) Florian Kainz, 2:1 (72.) David Sencar, 3:1 (84.) Dean Maric | 1:0 (21.) Florian Kainz, 2:0 (60.) Florian Kainz, 2:1 (72.) David Sencar, 3:1 (84.) Dean Maric | 1:0 (21.) Florian Kainz, 2:0 (60.) Florian Kainz, 2:1 (72.) David Sencar, 3:1 (84.) Dean Maric |
| 14.08.2009 | LL | – | BL | SV Grieskirchen | – | SC Magna Wiener Neustadt | 1:3 (0:2) |
|            | Torschützen: | Torschützen: | Torschützen: | 0:1 (2.) Tomas Šimkovič, 0:2 (31.) Hannes Aigner, 1:2 (71.) Daniel Lindorfer, 1:3 (81.) Diego Viana | 0:1 (2.) Tomas Šimkovič, 0:2 (31.) Hannes Aigner, 1:2 (71.) Daniel Lindorfer, 1:3 (81.) Diego Viana | 0:1 (2.) Tomas Šimkovič, 0:2 (31.) Hannes Aigner, 1:2 (71.) Daniel Lindorfer, 1:3 (81.) Diego Viana | 0:1 (2.) Tomas Šimkovič, 0:2 (31.) Hannes Aigner, 1:2 (71.) Daniel Lindorfer, 1:3 (81.) Diego Viana |
| 14.08.2009 | RL | – | EL | SV Seekirchen | – | First Vienna FC 1894 | 0:1 (0:1) |
|            | Torschützen: | Torschützen: | Torschützen: | 0:1 (39.) Richard Strohmayer | 0:1 (39.) Richard Strohmayer | 0:1 (39.) Richard Strohmayer | 0:1 (39.) Richard Strohmayer |
| 14.08.2009 | RL | – | BL | FC Admira Wacker Mödling II | – | SV Mattersburg | 2:0 (1:0) |
|            | Torschützen: | Torschützen: | Torschützen: | 1:0 (27.) Atilla Erel, 2:0 (64.) Milos Pantic | 1:0 (27.) Atilla Erel, 2:0 (64.) Milos Pantic | 1:0 (27.) Atilla Erel, 2:0 (64.) Milos Pantic | 1:0 (27.) Atilla Erel, 2:0 (64.) Milos Pantic |
| 14.08.2009 | RL | – | LL | FAC Team für Wien | – | SC Fürstenfeld | 3:1 (2:0) |
|            | Torschützen: | Torschützen: | Torschützen: | 1:0 (17.) Daniel Weber, 2:0 (43.) Christian Leuchtmann, 2:1 (48.) Bastian Jedliczka, 3:1 (90.) Christian Leuchtmann | 1:0 (17.) Daniel Weber, 2:0 (43.) Christian Leuchtmann, 2:1 (48.) Bastian Jedliczka, 3:1 (90.) Christian Leuchtmann | 1:0 (17.) Daniel Weber, 2:0 (43.) Christian Leuchtmann, 2:1 (48.) Bastian Jedliczka, 3:1 (90.) Christian Leuchtmann | 1:0 (17.) Daniel Weber, 2:0 (43.) Christian Leuchtmann, 2:1 (48.) Bastian Jedliczka, 3:1 (90.) Christian Leuchtmann |
| 14.08.2009 | RL | – | EL | SV Horn | – | FK Austria Wien II | 2:2 (1:1) – 2:2 n. V. – 8:9 n. E. |
|            | Torschützen: | Torschützen: | Torschützen: | 1:0 (13.) Santalla Seoane, 1:1 (38.) Eric Plattensteiner, 2:1 (52., Elfmeter) Mario Feurer, 2:2 (88.) Bernhard Ungerböck | 1:0 (13.) Santalla Seoane, 1:1 (38.) Eric Plattensteiner, 2:1 (52., Elfmeter) Mario Feurer, 2:2 (88.) Bernhard Ungerböck | 1:0 (13.) Santalla Seoane, 1:1 (38.) Eric Plattensteiner, 2:1 (52., Elfmeter) Mario Feurer, 2:2 (88.) Bernhard Ungerböck | 1:0 (13.) Santalla Seoane, 1:1 (38.) Eric Plattensteiner, 2:1 (52., Elfmeter) Mario Feurer, 2:2 (88.) Bernhard Ungerböck |
| 14.08.2009 | RL | – | RL | SC Schwaz | – | WSG Wattens | 0:3 (0:2) |
|            | Torschützen: | Torschützen: | Torschützen: | 0:1 (34.) Mathias Perktold, 0:2 (39., Elfmeter) Armin Hobel, 0:3 (51., Elfmeter) Armin Hobel | 0:1 (34.) Mathias Perktold, 0:2 (39., Elfmeter) Armin Hobel, 0:3 (51., Elfmeter) Armin Hobel | 0:1 (34.) Mathias Perktold, 0:2 (39., Elfmeter) Armin Hobel, 0:3 (51., Elfmeter) Armin Hobel | 0:1 (34.) Mathias Perktold, 0:2 (39., Elfmeter) Armin Hobel, 0:3 (51., Elfmeter) Armin Hobel |
| 14.08.2009 | RL | – | EL | SV Schwechat | – | SC Austria Lustenau | 0:1 (0:0) |
|            | Torschützen: | Torschützen: | Torschützen: | 0:1 (71.) Danijel Micic | 0:1 (71.) Danijel Micic | 0:1 (71.) Danijel Micic | 0:1 (71.) Danijel Micic |
| 14.08.2009 | LL | – | RL | SV Stegersbach | – | SV Leibnitz Flavia Solva | 2:4 (1:1) |
|            | Torschützen: | Torschützen: | Torschützen: | 1:0 (22.) Hannes Ritter, 1:1 (38.) Robert Statthaler, 2:1 (47.) Hannes Ritter, 2:2 (61.) Robert Statthaler, 2:3 (70.) Diego Rottensteiner, 2:4 (72.) Simon Dvorsak | 1:0 (22.) Hannes Ritter, 1:1 (38.) Robert Statthaler, 2:1 (47.) Hannes Ritter, 2:2 (61.) Robert Statthaler, 2:3 (70.) Diego Rottensteiner, 2:4 (72.) Simon Dvorsak | 1:0 (22.) Hannes Ritter, 1:1 (38.) Robert Statthaler, 2:1 (47.) Hannes Ritter, 2:2 (61.) Robert Statthaler, 2:3 (70.) Diego Rottensteiner, 2:4 (72.) Simon Dvorsak | 1:0 (22.) Hannes Ritter, 1:1 (38.) Robert Statthaler, 2:1 (47.) Hannes Ritter, 2:2 (61.) Robert Statthaler, 2:3 (70.) Diego Rottensteiner, 2:4 (72.) Simon Dvorsak |
| 14.08.2009 | RL | – | EL | SC Zwettl | – | TSV Hartberg | 2:4 (2:0) |
|            | Torschützen: | Torschützen: | Torschützen: | 1:0 (10.) Peter Balta, 2:0 (18.) Ondrej Prasil, 2:1 (66.) Patrick Hierzer, 2:2 (68.) Nejc Omladič, 2:3 (70.) Dominic Pürcher, 2:4 (73.) Patrick Hierzer | 1:0 (10.) Peter Balta, 2:0 (18.) Ondrej Prasil, 2:1 (66.) Patrick Hierzer, 2:2 (68.) Nejc Omladič, 2:3 (70.) Dominic Pürcher, 2:4 (73.) Patrick Hierzer | 1:0 (10.) Peter Balta, 2:0 (18.) Ondrej Prasil, 2:1 (66.) Patrick Hierzer, 2:2 (68.) Nejc Omladič, 2:3 (70.) Dominic Pürcher, 2:4 (73.) Patrick Hierzer | 1:0 (10.) Peter Balta, 2:0 (18.) Ondrej Prasil, 2:1 (66.) Patrick Hierzer, 2:2 (68.) Nejc Omladič, 2:3 (70.) Dominic Pürcher, 2:4 (73.) Patrick Hierzer |
| 15.08.2009 | RL | – | L5 | SPG Reichenau/Union Innsbruck | – | 1. Wiener Neudorfer SVg | 3:3 (2:2) – 5:3 n. V. |
|            | Torschützen: | Torschützen: | Torschützen: | 0:1 (6.) Johannes Studirach, 0:2 (10., Eigentor) Dominik Lebeda, 1:2 (30., Eigentor) Thomas Wolf, 2:2 (34., Elfmeter) Elvir Karahasanovic, 2:3 (48.) Johannes Studirach, 3:3 (68.) Elvir Karahasanovic, 4:3 (94.) Elvir Karahasanovic, 5:3 (116.) Elvir Karahasanovic | 0:1 (6.) Johannes Studirach, 0:2 (10., Eigentor) Dominik Lebeda, 1:2 (30., Eigentor) Thomas Wolf, 2:2 (34., Elfmeter) Elvir Karahasanovic, 2:3 (48.) Johannes Studirach, 3:3 (68.) Elvir Karahasanovic, 4:3 (94.) Elvir Karahasanovic, 5:3 (116.) Elvir Karahasanovic | 0:1 (6.) Johannes Studirach, 0:2 (10., Eigentor) Dominik Lebeda, 1:2 (30., Eigentor) Thomas Wolf, 2:2 (34., Elfmeter) Elvir Karahasanovic, 2:3 (48.) Johannes Studirach, 3:3 (68.) Elvir Karahasanovic, 4:3 (94.) Elvir Karahasanovic, 5:3 (116.) Elvir Karahasanovic | 0:1 (6.) Johannes Studirach, 0:2 (10., Eigentor) Dominik Lebeda, 1:2 (30., Eigentor) Thomas Wolf, 2:2 (34., Elfmeter) Elvir Karahasanovic, 2:3 (48.) Johannes Studirach, 3:3 (68.) Elvir Karahasanovic, 4:3 (94.) Elvir Karahasanovic, 5:3 (116.) Elvir Karahasanovic |
| 15.08.2009 | RL | – | EL | ASK Baumgarten | – | FC Red Bull Salzburg II | 1:6 (0:2) |
|            | Torschützen: | Torschützen: | Torschützen: | 0:1 (20.) Issiaka Ouédraogo, 0:2 (35.) Marin Matos, 1:2 (52.) Markus Aigner, 1:3 (74.) Stefan Schwab, 1:4 (78.) Marco Meilinger, 1:5 (86., Elfmeter) Harald Pichler, 1:6 (89.) Issiaka Ouedraogo                                                                      | 0:1 (20.) Issiaka Ouédraogo, 0:2 (35.) Marin Matos, 1:2 (52.) Markus Aigner, 1:3 (74.) Stefan Schwab, 1:4 (78.) Marco Meilinger, 1:5 (86., Elfmeter) Harald Pichler, 1:6 (89.) Issiaka Ouedraogo                                                                      | 0:1 (20.) Issiaka Ouédraogo, 0:2 (35.) Marin Matos, 1:2 (52.) Markus Aigner, 1:3 (74.) Stefan Schwab, 1:4 (78.) Marco Meilinger, 1:5 (86., Elfmeter) Harald Pichler, 1:6 (89.) Issiaka Ouedraogo                                                                      | 0:1 (20.) Issiaka Ouédraogo, 0:2 (35.) Marin Matos, 1:2 (52.) Markus Aigner, 1:3 (74.) Stefan Schwab, 1:4 (78.) Marco Meilinger, 1:5 (86., Elfmeter) Harald Pichler, 1:6 (89.) Issiaka Ouedraogo                                                                      |
| 15.08.2009 | RL | – | EL | FC Kufstein | – | FC Wacker Innsbruck | 1:2 (0:0) |
|            | Torschützen: | Torschützen: | Torschützen: | 1:0 (67.) Marco Mietschnig, 1:1 (73.) Marcel Schreter, 1:2 (89.) Fabiano | 1:0 (67.) Marco Mietschnig, 1:1 (73.) Marcel Schreter, 1:2 (89.) Fabiano | 1:0 (67.) Marco Mietschnig, 1:1 (73.) Marcel Schreter, 1:2 (89.) Fabiano | 1:0 (67.) Marco Mietschnig, 1:1 (73.) Marcel Schreter, 1:2 (89.) Fabiano |
| 15.08.2009 | RL | – | RL | SC Bregenz | – | SV Grödig | 1:1 (0:0) – 1:3 n. V. |
|            | Torschützen: | Torschützen: | Torschützen: | 1:0 (55.) Patrick Schäfer, 1:1 (68.) Gerhard Breitenberger, 1:2 (103.) Dietmar Berchtold, 1:3 (114.) Patrick Mayer | 1:0 (55.) Patrick Schäfer, 1:1 (68.) Gerhard Breitenberger, 1:2 (103.) Dietmar Berchtold, 1:3 (114.) Patrick Mayer | 1:0 (55.) Patrick Schäfer, 1:1 (68.) Gerhard Breitenberger, 1:2 (103.) Dietmar Berchtold, 1:3 (114.) Patrick Mayer | 1:0 (55.) Patrick Schäfer, 1:1 (68.) Gerhard Breitenberger, 1:2 (103.) Dietmar Berchtold, 1:3 (114.) Patrick Mayer |
| 15.08.2009 | LL | – | EL | KSV Ankerbrot Montelaa | – | FC Admira Wacker Mödling | 0:5 (0:4) |
|            | Torschützen: | Torschützen: | Torschützen: | 0:1 (20.) Almedin Hota, 0:2 (26.) Marcus Hanikel, 0:3 (31.) Martin Pusic, 0:4 (40.) Marcus Hanikel, 0:5 (83., Elfmeter) Günter Friesenbichler | 0:1 (20.) Almedin Hota, 0:2 (26.) Marcus Hanikel, 0:3 (31.) Martin Pusic, 0:4 (40.) Marcus Hanikel, 0:5 (83., Elfmeter) Günter Friesenbichler | 0:1 (20.) Almedin Hota, 0:2 (26.) Marcus Hanikel, 0:3 (31.) Martin Pusic, 0:4 (40.) Marcus Hanikel, 0:5 (83., Elfmeter) Günter Friesenbichler | 0:1 (20.) Almedin Hota, 0:2 (26.) Marcus Hanikel, 0:3 (31.) Martin Pusic, 0:4 (40.) Marcus Hanikel, 0:5 (83., Elfmeter) Günter Friesenbichler |
| 15.08.2009 | LL | – | BL | Post SV Wien | – | LASK Linz | 1:4 (1:1) |
|            | Torschützen: | Torschützen: | Torschützen: | 0:1 (4.) Christian Mayrleb, 1:1 (25.) Vlado Ristic, 1:2 (48.) Christian Mayrleb, 1:3 (72.) Roman Wallner, 1:4 (88.) Klaus Salmutter | 0:1 (4.) Christian Mayrleb, 1:1 (25.) Vlado Ristic, 1:2 (48.) Christian Mayrleb, 1:3 (72.) Roman Wallner, 1:4 (88.) Klaus Salmutter | 0:1 (4.) Christian Mayrleb, 1:1 (25.) Vlado Ristic, 1:2 (48.) Christian Mayrleb, 1:3 (72.) Roman Wallner, 1:4 (88.) Klaus Salmutter | 0:1 (4.) Christian Mayrleb, 1:1 (25.) Vlado Ristic, 1:2 (48.) Christian Mayrleb, 1:3 (72.) Roman Wallner, 1:4 (88.) Klaus Salmutter |
| 15.08.2009 | LL | – | BL | Rennweger SV 1901 | – | SK Austria Kärnten | 2:4 (1:2) |
|            | Torschützen: | Torschützen: | Torschützen: | 0:1 (15.) André Schembri, 0:2 (31.) Modou Jagne, 1:2 (43.) Patrik Barbic, 1:3 (57.) Fernando Troyansky, 2:3 (65.) Fabio Santos, 2:4 (86.) Atdhe Nuhiu | 0:1 (15.) André Schembri, 0:2 (31.) Modou Jagne, 1:2 (43.) Patrik Barbic, 1:3 (57.) Fernando Troyansky, 2:3 (65.) Fabio Santos, 2:4 (86.) Atdhe Nuhiu | 0:1 (15.) André Schembri, 0:2 (31.) Modou Jagne, 1:2 (43.) Patrik Barbic, 1:3 (57.) Fernando Troyansky, 2:3 (65.) Fabio Santos, 2:4 (86.) Atdhe Nuhiu | 0:1 (15.) André Schembri, 0:2 (31.) Modou Jagne, 1:2 (43.) Patrik Barbic, 1:3 (57.) Fernando Troyansky, 2:3 (65.) Fabio Santos, 2:4 (86.) Atdhe Nuhiu |
| 15.08.2009 | RL | – | BL | SC/ESV Parndorf | – | SK Rapid Wien | 2:2 (2:2) – 2:3 n. V. |
|            | Torschützen: | Torschützen: | Torschützen: | 0:1 (21.) Nikica Jelavic, 0:2 (30.) Stefan Maierhofer, 1:2 (39.) Markus Pistrol, 2:2 (45.) Michael Pittnauer, 2:3 (120.) Christopher Drazan | 0:1 (21.) Nikica Jelavic, 0:2 (30.) Stefan Maierhofer, 1:2 (39.) Markus Pistrol, 2:2 (45.) Michael Pittnauer, 2:3 (120.) Christopher Drazan | 0:1 (21.) Nikica Jelavic, 0:2 (30.) Stefan Maierhofer, 1:2 (39.) Markus Pistrol, 2:2 (45.) Michael Pittnauer, 2:3 (120.) Christopher Drazan | 0:1 (21.) Nikica Jelavic, 0:2 (30.) Stefan Maierhofer, 1:2 (39.) Markus Pistrol, 2:2 (45.) Michael Pittnauer, 2:3 (120.) Christopher Drazan |
| 15.08.2009 | LL | – | BL | SK Vorwärts Steyr | – | FC Red Bull Salzburg | 1:7 (0:3) |
|            | Torschützen: | Torschützen: | Torschützen: | 0:1 (5.) Djordje Rakic, 0:2 (13.) Djordje Rakic, 0:3 (14.) Djordje Rakic, 0:3 (48.) Robin Nelisse, 0:5 (53.) Ibrahim Sekagya, 0:6 (66.) Robin Nelisse, 0:7 (75.) Djordje Rakic, 1:7 (90.) Vogel Rudolf                                                                | 0:1 (5.) Djordje Rakic, 0:2 (13.) Djordje Rakic, 0:3 (14.) Djordje Rakic, 0:3 (48.) Robin Nelisse, 0:5 (53.) Ibrahim Sekagya, 0:6 (66.) Robin Nelisse, 0:7 (75.) Djordje Rakic, 1:7 (90.) Vogel Rudolf                                                                | 0:1 (5.) Djordje Rakic, 0:2 (13.) Djordje Rakic, 0:3 (14.) Djordje Rakic, 0:3 (48.) Robin Nelisse, 0:5 (53.) Ibrahim Sekagya, 0:6 (66.) Robin Nelisse, 0:7 (75.) Djordje Rakic, 1:7 (90.) Vogel Rudolf                                                                | 0:1 (5.) Djordje Rakic, 0:2 (13.) Djordje Rakic, 0:3 (14.) Djordje Rakic, 0:3 (48.) Robin Nelisse, 0:5 (53.) Ibrahim Sekagya, 0:6 (66.) Robin Nelisse, 0:7 (75.) Djordje Rakic, 1:7 (90.) Vogel Rudolf                                                                |
| 15.08.2009 | LL | – | LL | SV Hall | – | ASK Kottingbrunn | 0:2 (0:1) |
|            | Torschützen: | Torschützen: | Torschützen: | 0:1 (18.) Marvi Konci, 0:2 (70.) Claudio Jakits | 0:1 (18.) Marvi Konci, 0:2 (70.) Claudio Jakits | 0:1 (18.) Marvi Konci, 0:2 (70.) Claudio Jakits | 0:1 (18.) Marvi Konci, 0:2 (70.) Claudio Jakits |
| 15.08.2009 | RL | – | EL | SV Gaflenz | – | FC Gratkorn | 1:4 (0:3) |
|            | Torschützen: | Torschützen: | Torschützen: | 0:1 (5.) Gerald Puntigam, 0:2 (10.) Joachim Parapatits, 0:3 (21.) Gerald Puntigam, 1:3 (54., Elfmeter) Roman Gibala, 1:4 (79.) Dubravko Tešević | 0:1 (5.) Gerald Puntigam, 0:2 (10.) Joachim Parapatits, 0:3 (21.) Gerald Puntigam, 1:3 (54., Elfmeter) Roman Gibala, 1:4 (79.) Dubravko Tešević | 0:1 (5.) Gerald Puntigam, 0:2 (10.) Joachim Parapatits, 0:3 (21.) Gerald Puntigam, 1:3 (54., Elfmeter) Roman Gibala, 1:4 (79.) Dubravko Tešević | 0:1 (5.) Gerald Puntigam, 0:2 (10.) Joachim Parapatits, 0:3 (21.) Gerald Puntigam, 1:3 (54., Elfmeter) Roman Gibala, 1:4 (79.) Dubravko Tešević |
| 15.08.2009 | LL | – | RL | SV Lendorf | – | FC St. Veit an der Glan | 1:2 (0:0) |
|            | Torschützen: | Torschützen: | Torschützen: | 1:0 (75., Elfmeter) Christoph Morgenstern, 1:1 (80.) Michael Rebernig, 1:2 (89.) Michael Novak | 1:0 (75., Elfmeter) Christoph Morgenstern, 1:1 (80.) Michael Rebernig, 1:2 (89.) Michael Novak | 1:0 (75., Elfmeter) Christoph Morgenstern, 1:1 (80.) Michael Rebernig, 1:2 (89.) Michael Novak | 1:0 (75., Elfmeter) Christoph Morgenstern, 1:1 (80.) Michael Rebernig, 1:2 (89.) Michael Novak |
| 15.08.2009 | RL | – | BL | SV Würmla | – | FK Austria Wien | 0:4 (0:0) |
|            | Torschützen: | Torschützen: | Torschützen: | 0:1 (49.) Milenko Acimovic, 0:2 (65.) Zlatko Junuzovic, 0:3 (73.) Mamadou Diabang, 0:4 (89.) Milenko Acimovic | 0:1 (49.) Milenko Acimovic, 0:2 (65.) Zlatko Junuzovic, 0:3 (73.) Mamadou Diabang, 0:4 (89.) Milenko Acimovic | 0:1 (49.) Milenko Acimovic, 0:2 (65.) Zlatko Junuzovic, 0:3 (73.) Mamadou Diabang, 0:4 (89.) Milenko Acimovic | 0:1 (49.) Milenko Acimovic, 0:2 (65.) Zlatko Junuzovic, 0:3 (73.) Mamadou Diabang, 0:4 (89.) Milenko Acimovic |
| 15.08.2009 | RL | – | BL | TSV St. Johann | – | SK Sturm Graz | 2:2 (1:1) – 2:4 n. V. |
|            | Torschützen: | Torschützen: | Torschützen: | 0:1 (8.) Mario Haas, 1:1 (30.) Mario Krimbacher, 2:1 (55.) Amir Lelic, 2:2 (90.) Gordon Schildenfeld, 2:3 (109.) Gordon Schildenfeld, 2:4 (119.) Daniel Beichler | 0:1 (8.) Mario Haas, 1:1 (30.) Mario Krimbacher, 2:1 (55.) Amir Lelic, 2:2 (90.) Gordon Schildenfeld, 2:3 (109.) Gordon Schildenfeld, 2:4 (119.) Daniel Beichler | 0:1 (8.) Mario Haas, 1:1 (30.) Mario Krimbacher, 2:1 (55.) Amir Lelic, 2:2 (90.) Gordon Schildenfeld, 2:3 (109.) Gordon Schildenfeld, 2:4 (119.) Daniel Beichler | 0:1 (8.) Mario Haas, 1:1 (30.) Mario Krimbacher, 2:1 (55.) Amir Lelic, 2:2 (90.) Gordon Schildenfeld, 2:3 (109.) Gordon Schildenfeld, 2:4 (119.) Daniel Beichler |
| 15.08.2009 | RL | – | BL | FC Wels | – | SV Ried | 0:3 (0:1) |
|            | Torschützen: | Torschützen: | Torschützen: | 0:1 (4.) Martin Grasegger, 0:2 (88.) Jonathan, 0:3 (90.) Jonathan | 0:1 (4.) Martin Grasegger, 0:2 (88.) Jonathan, 0:3 (90.) Jonathan | 0:1 (4.) Martin Grasegger, 0:2 (88.) Jonathan, 0:3 (90.) Jonathan | 0:1 (4.) Martin Grasegger, 0:2 (88.) Jonathan, 0:3 (90.) Jonathan |
| Legende:   | BL = Bundesliga (1. Leistungsstufe) – EL = Erste Liga (2. Leistungsstufe) – RL = Regionalliga (3. Leistungsstufe) LL = Landesliga (4. Leistungsstufe) – L5 = 5. Leistungsstufe n. V. = nach Verlängerung – n. E. = nach Elfmeterschießen | BL = Bundesliga (1. Leistungsstufe) – EL = Erste Liga (2. Leistungsstufe) – RL = Regionalliga (3. Leistungsstufe) LL = Landesliga (4. Leistungsstufe) – L5 = 5. Leistungsstufe n. V. = nach Verlängerung – n. E. = nach Elfmeterschießen | BL = Bundesliga (1. Leistungsstufe) – EL = Erste Liga (2. Leistungsstufe) – RL = Regionalliga (3. Leistungsstufe) LL = Landesliga (4. Leistungsstufe) – L5 = 5. Leistungsstufe n. V. = nach Verlängerung – n. E. = nach Elfmeterschießen | BL = Bundesliga (1. Leistungsstufe) – EL = Erste Liga (2. Leistungsstufe) – RL = Regionalliga (3. Leistungsstufe) LL = Landesliga (4. Leistungsstufe) – L5 = 5. Leistungsstufe n. V. = nach Verlängerung – n. E. = nach Elfmeterschießen                              | BL = Bundesliga (1. Leistungsstufe) – EL = Erste Liga (2. Leistungsstufe) – RL = Regionalliga (3. Leistungsstufe) LL = Landesliga (4. Leistungsstufe) – L5 = 5. Leistungsstufe n. V. = nach Verlängerung – n. E. = nach Elfmeterschießen                              | BL = Bundesliga (1. Leistungsstufe) – EL = Erste Liga (2. Leistungsstufe) – RL = Regionalliga (3. Leistungsstufe) LL = Landesliga (4. Leistungsstufe) – L5 = 5. Leistungsstufe n. V. = nach Verlängerung – n. E. = nach Elfmeterschießen                              | BL = Bundesliga (1. Leistungsstufe) – EL = Erste Liga (2. Leistungsstufe) – RL = Regionalliga (3. Leistungsstufe) LL = Landesliga (4. Leistungsstufe) – L5 = 5. Leistungsstufe n. V. = nach Verlängerung – n. E. = nach Elfmeterschießen                              |

## 2. Runde
Durchwegs Favoritensiege brachte die zweite Hauptrunde. Lediglich der 7:6-Erfolg im Elfmeterschießen, nach einem 0:0-Unentschieden, des FC Blau-Weiß Linz gegen die zweite Mannschaft von Austria Wien war ein nicht unbedingt erwartetes Ergebnis. Damit war Blau-Weiß Linz der einzige Regionalliga-Verein, der den Aufstieg in die dritte Hauptrunde schaffte. In allen anderen Spielen konnten sich die höherklassigen Mannschaften durchsetzen; eine davon jedoch erst im Elfmeterschießen. Der SC Magna Wiener Neustadt lag beim FC Pasching bis zur 88. Minute mit 0:2 zurück, ehe mit einem Spieler weniger – Christian Ramsebner musste in der 80. Minute nach einer gelb-roten Karte vom Feld – der Anschlusstreffer und in der 90. Minute noch der Ausgleich gelang. Nach der torlosen Verlängerung sicherte Torhüter Sašo Fornezzi im entscheidenden Elfmeterschießen mit zwei gehaltenen Elfmetern dem Bundesligisten den Aufstieg in die nächste Runde. Ausgeglichen verliefen auch die Vergleiche der Erste Liga Vereine. Im Duell der Aufsteiger konnte sich der FC Dornbirn auf eigenem Platz nach einem 1:1-Unentschieden in der Verlängerung gegen den TSV Hartberg mit 3:1 durchsetzen. Der FC Gratkorn musste beim FC Red Bull Salzburg II nach einem 1:1-Unentschieden und einem 2:2-Remis in der Verlängerung bis ins Elfmeterschießen, ehe der 7:5-Sieg feststand. Die höchsten Siege erreichten der SK Rapid Wien mit 7:1 beim FC St. Veit/Glan und der FK Austria Wien mit 6:0 im kleinen Wiener Derby beim FAC/Team für Wien. Meister FC Red Bull Salzburg musste sich im Salzburger Derby beim SV Grödig mit einem knappen, aber ungefährdeten 1:0-Sieg begnügen.
Einen Skandal leistete sich der ehemalige Bundesligaverein und nunmehrige Regionalligist Grazer AK im Heimspiel gegen den FC Lustenau. Die Grazer lagen in der 76. Minute mit 0:2 zurück, als Roland Kollmann für ein Foul mit der roten Karte bestraft wurde und vom Feld musste. Einige Grazer „Fans“ stürmten daraufhin das Spielfeld. Schiedsrichter Thomas Prammer musste daraufhin das Spiel abbrechen. Dieses wurde mit 3:0 für den FC Lustenau strafverifiziert und der Grazer AK überdies mit einer Geldstrafe in Höhe von 7500 Euro bestraft.

### Ergebnisse der 2. Runde
| Datum      | Liga | Liga | Liga | Heimmannschaft | | Gastmannschaft | Ergebnis |
| ---------- | --- | --- | --- | --- | --- | --- | --- |
| 18.09.2009 | RL | – | BL | SK Sturm Graz II | – | SV Ried | 1:2 (0:0) |
|            | Torschützen: | Torschützen: | Torschützen: | 0:1 (49.) Herwig Drechsel, 0:2 (56., Eigentor) Florian Wurzinger, 1:2 (92.) Marvin Weinberger | 0:1 (49.) Herwig Drechsel, 0:2 (56., Eigentor) Florian Wurzinger, 1:2 (92.) Marvin Weinberger | 0:1 (49.) Herwig Drechsel, 0:2 (56., Eigentor) Florian Wurzinger, 1:2 (92.) Marvin Weinberger | 0:1 (49.) Herwig Drechsel, 0:2 (56., Eigentor) Florian Wurzinger, 1:2 (92.) Marvin Weinberger |
| 18.09.2009 | EL | – | EL | FC Red Bull Salzburg II | – | FC Gratkorn | 1:1 (1:1) – 2:2 n. V. – 5:7 n. E. |
|            | Torschützen: | Torschützen: | Torschützen: | 1:0 (41.) Anis Boussaïdi, 1:1 (45.) Dubravko Tešević, 2:1 (97.) Stefan Schwab, 2:2 (103.) Gerald Puntigam | 1:0 (41.) Anis Boussaïdi, 1:1 (45.) Dubravko Tešević, 2:1 (97.) Stefan Schwab, 2:2 (103.) Gerald Puntigam | 1:0 (41.) Anis Boussaïdi, 1:1 (45.) Dubravko Tešević, 2:1 (97.) Stefan Schwab, 2:2 (103.) Gerald Puntigam | 1:0 (41.) Anis Boussaïdi, 1:1 (45.) Dubravko Tešević, 2:1 (97.) Stefan Schwab, 2:2 (103.) Gerald Puntigam |
| 18.09.2009 | EL | – | EL | FC Dornbirn | – | TSV Hartberg | 1:1 (1:1) – 3:1 n. V. |
|            | Torschützen: | Torschützen: | Torschützen: | 0:1 (33.) Stefan Rakowitz, 1:1 (45.) Thomas Stadler, 2:1 (101.) Thomas Stadler, 3:1 (114.) Harun Erbek | 0:1 (33.) Stefan Rakowitz, 1:1 (45.) Thomas Stadler, 2:1 (101.) Thomas Stadler, 3:1 (114.) Harun Erbek | 0:1 (33.) Stefan Rakowitz, 1:1 (45.) Thomas Stadler, 2:1 (101.) Thomas Stadler, 3:1 (114.) Harun Erbek | 0:1 (33.) Stefan Rakowitz, 1:1 (45.) Thomas Stadler, 2:1 (101.) Thomas Stadler, 3:1 (114.) Harun Erbek |
| 18.09.2009 | LL | – | BL | ASK Kottingbrunn | – | LASK Linz | 1:3 (1:1) |
|            | Torschützen: | Torschützen: | Torschützen: | 1:0 (32.) Kadir Güzel, 1:1 (45.) Wolfgang Bubenik, 1:2 (78.) Siegfried Rasswalder, 1:3 (88., Elfmeter) Christian Mayrleb                                                                                        | 1:0 (32.) Kadir Güzel, 1:1 (45.) Wolfgang Bubenik, 1:2 (78.) Siegfried Rasswalder, 1:3 (88., Elfmeter) Christian Mayrleb                                                                                        | 1:0 (32.) Kadir Güzel, 1:1 (45.) Wolfgang Bubenik, 1:2 (78.) Siegfried Rasswalder, 1:3 (88., Elfmeter) Christian Mayrleb                                                                                        | 1:0 (32.) Kadir Güzel, 1:1 (45.) Wolfgang Bubenik, 1:2 (78.) Siegfried Rasswalder, 1:3 (88., Elfmeter) Christian Mayrleb                                                                                        |
| 18.09.2009 | RL | – | BL | FC Pasching | – | SC Magna Wiener Neustadt | 2:2 (1:0) – 2:2 n. V. – 4:6 n. E. |
|            | Torschützen: | Torschützen: | Torschützen: | 1:0 (12.) Sabiá, 2:0 (78.) Bernhard Morgenthaler, 2:1 (88.) Mensur Kurtisi, 2:2 (90.) Alexander Grünwald | 1:0 (12.) Sabiá, 2:0 (78.) Bernhard Morgenthaler, 2:1 (88.) Mensur Kurtisi, 2:2 (90.) Alexander Grünwald | 1:0 (12.) Sabiá, 2:0 (78.) Bernhard Morgenthaler, 2:1 (88.) Mensur Kurtisi, 2:2 (90.) Alexander Grünwald | 1:0 (12.) Sabiá, 2:0 (78.) Bernhard Morgenthaler, 2:1 (88.) Mensur Kurtisi, 2:2 (90.) Alexander Grünwald |
| 18.09.2009 | RL | – | EL | Grazer AK | – | FC Lustenau | 0:3 strafbeglaubigt |
|            | Anmerkung: | Anmerkung: | Anmerkung: | Verschulden eines Spielabbruchs in der 76. Minute beim Stand von 0:2 durch den Grazer AK | Verschulden eines Spielabbruchs in der 76. Minute beim Stand von 0:2 durch den Grazer AK | Verschulden eines Spielabbruchs in der 76. Minute beim Stand von 0:2 durch den Grazer AK | Verschulden eines Spielabbruchs in der 76. Minute beim Stand von 0:2 durch den Grazer AK |
| 18.09.2009 | RL | – | EL | SV Leibnitz Flavia Solva | – | SC Austria Lustenau | 1:3 (0:1) |
|            | Torschützen: | Torschützen: | Torschützen: | 0:1 (19.) Danijel Micic, 1:1 (50.) Robert Statthaler, 1:2 (67.) Edin Salkić, 1:3 (75.) Patrick Salomon | 0:1 (19.) Danijel Micic, 1:1 (50.) Robert Statthaler, 1:2 (67.) Edin Salkić, 1:3 (75.) Patrick Salomon | 0:1 (19.) Danijel Micic, 1:1 (50.) Robert Statthaler, 1:2 (67.) Edin Salkić, 1:3 (75.) Patrick Salomon | 0:1 (19.) Danijel Micic, 1:1 (50.) Robert Statthaler, 1:2 (67.) Edin Salkić, 1:3 (75.) Patrick Salomon |
| 18.09.2009 | RL | – | BL | USV Allerheiligen | – | SK Austria Kärnten | 1:2 (0:1) |
|            | Torschützen: | Torschützen: | Torschützen: | 0:1 (8.) Wolfgang Mair, 1:1 (50.) Daniel Brauneis, 1:2 (70.) Modou Jagne | 0:1 (8.) Wolfgang Mair, 1:1 (50.) Daniel Brauneis, 1:2 (70.) Modou Jagne | 0:1 (8.) Wolfgang Mair, 1:1 (50.) Daniel Brauneis, 1:2 (70.) Modou Jagne | 0:1 (8.) Wolfgang Mair, 1:1 (50.) Daniel Brauneis, 1:2 (70.) Modou Jagne |
| 18.09.2009 | RL | – | EL | FC Blau-Weiß Linz | – | FK Austria Wien II | 0:0 – 7:6 n. E. |
|            | Torschützen: | Torschützen: | Torschützen: | keine | keine | keine | keine |
| 18.09.2009 | RL | – | EL | FC Admira Wacker Mödling II | – | First Vienna FC 1894 | 0:2 (0:1) |
|            | Torschützen: | Torschützen: | Torschützen: | 0:1 (44.) Alexandre Dorta, 0:2 (90.) Osman Bozkurt | 0:1 (44.) Alexandre Dorta, 0:2 (90.) Osman Bozkurt | 0:1 (44.) Alexandre Dorta, 0:2 (90.) Osman Bozkurt | 0:1 (44.) Alexandre Dorta, 0:2 (90.) Osman Bozkurt |
| 19.09.2009 | RL | – | EL | SPG Reichenau/Union Innsbruck | – | FC Wacker Innsbruck | 1:4 (0:1) |
|            | Torschützen: | Torschützen: | Torschützen: | 0:1 (25.) Mario Sara, 0:2 (47.) Julius Perstaller, 0:3 (58.) Julius Perstaller, 1:3 (70.) Alexander Mader, 1:4 (.) Fabiano                                                                                      | 0:1 (25.) Mario Sara, 0:2 (47.) Julius Perstaller, 0:3 (58.) Julius Perstaller, 1:3 (70.) Alexander Mader, 1:4 (.) Fabiano                                                                                      | 0:1 (25.) Mario Sara, 0:2 (47.) Julius Perstaller, 0:3 (58.) Julius Perstaller, 1:3 (70.) Alexander Mader, 1:4 (.) Fabiano                                                                                      | 0:1 (25.) Mario Sara, 0:2 (47.) Julius Perstaller, 0:3 (58.) Julius Perstaller, 1:3 (70.) Alexander Mader, 1:4 (.) Fabiano                                                                                      |
| 19.09.2009 | RL | – | EL | SAK Klagenfurt | – | FC Admira Wacker Mödling | 1:3 (0:0) |
|            | Torschützen: | Torschützen: | Torschützen: | 0:1 (46.) René Seebacher, 0:2 (49.) Froylán Ledezma, 1:2 (61.) Goran Jolic, 1:3 (75.) Günter Friesenbichler | 0:1 (46.) René Seebacher, 0:2 (49.) Froylán Ledezma, 1:2 (61.) Goran Jolic, 1:3 (75.) Günter Friesenbichler | 0:1 (46.) René Seebacher, 0:2 (49.) Froylán Ledezma, 1:2 (61.) Goran Jolic, 1:3 (75.) Günter Friesenbichler | 0:1 (46.) René Seebacher, 0:2 (49.) Froylán Ledezma, 1:2 (61.) Goran Jolic, 1:3 (75.) Günter Friesenbichler |
| 20.09.2009 | RL | – | BL | FC St. Veit | – | SK Rapid Wien | 1:7 (1:3) |
|            | Torschützen: | Torschützen: | Torschützen: | 1:0 (4.) Hans Rabl, 1:1 (10.) Branko Boskovic, 1:2 (16.) Mario Konrad, 1:3 (41.) Hannes Eder, 1:4 (49.) Hamdi Salihi, 1:5 (62.) Mario Konrad, 1:6 (84.) Mario Konrad, 1:7 (89.) Christopher Drazan              | 1:0 (4.) Hans Rabl, 1:1 (10.) Branko Boskovic, 1:2 (16.) Mario Konrad, 1:3 (41.) Hannes Eder, 1:4 (49.) Hamdi Salihi, 1:5 (62.) Mario Konrad, 1:6 (84.) Mario Konrad, 1:7 (89.) Christopher Drazan              | 1:0 (4.) Hans Rabl, 1:1 (10.) Branko Boskovic, 1:2 (16.) Mario Konrad, 1:3 (41.) Hannes Eder, 1:4 (49.) Hamdi Salihi, 1:5 (62.) Mario Konrad, 1:6 (84.) Mario Konrad, 1:7 (89.) Christopher Drazan              | 1:0 (4.) Hans Rabl, 1:1 (10.) Branko Boskovic, 1:2 (16.) Mario Konrad, 1:3 (41.) Hannes Eder, 1:4 (49.) Hamdi Salihi, 1:5 (62.) Mario Konrad, 1:6 (84.) Mario Konrad, 1:7 (89.) Christopher Drazan              |
| 20.09.2009 | RL | – | BL | Floridsdorfer AC | – | FK Austria Wien | 0:6 (0:3) |
|            | Torschützen: | Torschützen: | Torschützen: | 0:1 (20.) Tomáš Jun, 0:2 (33.) Tomas Jun, 0:3 (36.) Tomas Jun, 0:4 (78.) Thomas Krammer, 0:5 (84.) Eldar Topić, 0:6 (90.) Eldar Topic                                                                           | 0:1 (20.) Tomáš Jun, 0:2 (33.) Tomas Jun, 0:3 (36.) Tomas Jun, 0:4 (78.) Thomas Krammer, 0:5 (84.) Eldar Topić, 0:6 (90.) Eldar Topic                                                                           | 0:1 (20.) Tomáš Jun, 0:2 (33.) Tomas Jun, 0:3 (36.) Tomas Jun, 0:4 (78.) Thomas Krammer, 0:5 (84.) Eldar Topić, 0:6 (90.) Eldar Topic                                                                           | 0:1 (20.) Tomáš Jun, 0:2 (33.) Tomas Jun, 0:3 (36.) Tomas Jun, 0:4 (78.) Thomas Krammer, 0:5 (84.) Eldar Topić, 0:6 (90.) Eldar Topic                                                                           |
| 20.09.2009 | RL | – | BL | SV Grödig | – | FC Red Bull Salzburg | 0:1 (0:1) |
|            | Torschützen: | Torschützen: | Torschützen: | 0:1 (34.) René Aufhauser | 0:1 (34.) René Aufhauser | 0:1 (34.) René Aufhauser | 0:1 (34.) René Aufhauser |
| 20.09.2009 | RL | – | BL | WSG Wattens | – | SK Sturm Graz | 0:1 (0:1) |
|            | Torschützen: | Torschützen: | Torschützen: | 0:1 (11., Elfmeter) Klemen Lavrič | 0:1 (11., Elfmeter) Klemen Lavrič | 0:1 (11., Elfmeter) Klemen Lavrič | 0:1 (11., Elfmeter) Klemen Lavrič |
| Legende:   | BL = Bundesliga (1. Leistungsstufe) – EL = Erste Liga (2. Leistungsstufe) – RL = Regionalliga (3. Leistungsstufe) LL = Landesliga (4. Leistungsstufe) n. V. = nach Verlängerung – n. E. = nach Elfmeterschießen | BL = Bundesliga (1. Leistungsstufe) – EL = Erste Liga (2. Leistungsstufe) – RL = Regionalliga (3. Leistungsstufe) LL = Landesliga (4. Leistungsstufe) n. V. = nach Verlängerung – n. E. = nach Elfmeterschießen | BL = Bundesliga (1. Leistungsstufe) – EL = Erste Liga (2. Leistungsstufe) – RL = Regionalliga (3. Leistungsstufe) LL = Landesliga (4. Leistungsstufe) n. V. = nach Verlängerung – n. E. = nach Elfmeterschießen | BL = Bundesliga (1. Leistungsstufe) – EL = Erste Liga (2. Leistungsstufe) – RL = Regionalliga (3. Leistungsstufe) LL = Landesliga (4. Leistungsstufe) n. V. = nach Verlängerung – n. E. = nach Elfmeterschießen | BL = Bundesliga (1. Leistungsstufe) – EL = Erste Liga (2. Leistungsstufe) – RL = Regionalliga (3. Leistungsstufe) LL = Landesliga (4. Leistungsstufe) n. V. = nach Verlängerung – n. E. = nach Elfmeterschießen | BL = Bundesliga (1. Leistungsstufe) – EL = Erste Liga (2. Leistungsstufe) – RL = Regionalliga (3. Leistungsstufe) LL = Landesliga (4. Leistungsstufe) n. V. = nach Verlängerung – n. E. = nach Elfmeterschießen | BL = Bundesliga (1. Leistungsstufe) – EL = Erste Liga (2. Leistungsstufe) – RL = Regionalliga (3. Leistungsstufe) LL = Landesliga (4. Leistungsstufe) n. V. = nach Verlängerung – n. E. = nach Elfmeterschießen |

## Achtelfinale
Der letzte verbliebene Regionalliga-Verein FC Blau-Weiß Linz hatte dabei das große Los gezogen, daheim gegen den österreichischen Rekordmeister SK Rapid Wien antreten zu dürfen. Vor 7.000 Zuschauern vergab Rapid Wien vor dem Seitenwechsel zahlreiche Chancen, sodass der Regionalligist mit einer 1:0-Führung in die Pause gehen konnte. Nach dem Seitenwechsel nützte der klare Favorit seine Überlegenheit zu einem knappen 2:1-Sieg.
In restlichen Spielen kam es zweimal zum Vergleich zwischen Bundesligavereinen, dreimal zum Vergleich zwischen Erster Liga und Bundesliga und zweimal zum Aufeinandertreffen von Vereinen der Ersten Liga.
Der große Schlager ging dabei in der Grazer UPC-Arena in Szene, wo der SK Sturm Graz auf den FC Red Bull Salzburg traf. Die Grazer konnten dabei einen verdienten 2:0-Erfolg über den regierenden Meister feiern. Damit vergaben die Salzburger auch die Chance auf den Gewinn des Doubles (Meister und Cupsieger).
Brisanz versprach ebenfalls das Aufeinandertreffen des LASK Linz mit dem Cup-Seriensieger und Titelverteidiger FK Austria Wien. Die Linzer schafften dabei die Überraschung und fügten den Wienern, die seit der Endspielniederlage gegen den Grazer AK am 23. Mai 2004 kein Cupspiel mehr verloren hatten, mit 1:0 die erste Niederlage zu. Das Goldtor erzielte dabei René Aufhauser, der bereits 2004 in Diensten des Grazer AK einen Treffer zum Cupsieg beitrug. Insgesamt war es die erste Cup-Niederlage (seit dem 2:3 beim SC Untersiebenbrunn am 19. März 2002) der Wiener Austria nach 28 Spielen in der regulären Spielzeit.
Im Vergleich zwischen Erster Liga und Bundesliga konnten alle drei höherklassigen Teams durchsetzen. Während der FC Dornbirn und der FC Lustenau daheim antreten konnten, hatte der First Vienna FC 1894 das Pech, auswärts antreten zu müssen. Der SC Magna Wiener Neustadt – alle drei Treffer zum 3:1-Sieg beim FC Lustenau erzielte Mensur Kurtisi – und die SV Ried (2:0 beim FC Dornbirn) konnten dabei klare Erfolge feiern. Der SK Austria Kärnten musste trotz Heimvorteil lange um den Erfolg bangen, ehe zwei Minuten vor Schluss der Siegestreffer zum 3:2 über Vienna gelang.
In den Duellen der Ersten Liga kam es zum Westderby zwischen Tabellenführer FC Wacker Innsbruck und dem Meisterschafts-Mitfavoriten SC Austria Lustenau, das die Gäste mit 1:0 für sich entscheiden konnten. Der FC Admira Wacker Mödling, der ebenfalls um den Meistertitel mitspielt, musste dabei trotz Heimvorteils gegen den FC Gratkorn lange zittern. Nachdem auch die Verlängerung torlos endete, setzte sich der Favorit erst im entscheidenden Elfmeterschießen mit 4:2 durch.
Die Spiele des Achtelfinales fanden am 9. und 10. März 2010 statt. Ausnahme war die Begegnung SK Sturm Graz gegen FC Red Bull Salzburg, das aufgrund der Qualifikation der Salzburger für die K.O.-Phase in der Europa League um einen Monat, auf 10. Februar 2010, vorverlegt wurde. Ursprünglich war geplant, das Spiel am 9. Februar um 19:00 Uhr auszutragen, doch da der ORF das Spiel live zeigte, wurde es um einen Tag nach hinten verschoben.

### Ergebnisse im Achtelfinale
| Datum      | Liga | Liga | Liga | Heimmannschaft | | Gastmannschaft | Ergebnis |
| ---------- | --- | --- | --- | --- | --- | --- | --- |
| 10.02.2010 | BL | – | BL | SK Sturm Graz | – | FC Red Bull Salzburg | 2:0 (0:0) |
|            | Torschützen: | Torschützen: | Torschützen: | 1:0 (52., Elfmeter) Klemen Lavrič, 2:0 (84.) Roman Kienast | 1:0 (52., Elfmeter) Klemen Lavrič, 2:0 (84.) Roman Kienast | 1:0 (52., Elfmeter) Klemen Lavrič, 2:0 (84.) Roman Kienast | 1:0 (52., Elfmeter) Klemen Lavrič, 2:0 (84.) Roman Kienast |
| 09.03.2010 | EL | – | EL | FC Wacker Innsbruck | – | SC Austria Lustenau | 0:1 (0:1) |
|            | Torschützen: | Torschützen: | Torschützen: | 0:1 (37.) Patrick Salomon | 0:1 (37.) Patrick Salomon | 0:1 (37.) Patrick Salomon | 0:1 (37.) Patrick Salomon |
| 09.03.2010 | BL | – | BL | LASK | – | FK Austria Wien | 1:0 (1:0) |
|            | Torschützen: | Torschützen: | Torschützen: | 1:0 (43.) René Aufhauser | 1:0 (43.) René Aufhauser | 1:0 (43.) René Aufhauser | 1:0 (43.) René Aufhauser |
| 09.03.2010 | BL | – | EL | SK Austria Kärnten | – | First Vienna FC 1894 | 3:2 (1:2) |
|            | Torschützen: | Torschützen: | Torschützen: | 1:0 (4.) Goran Aleksić, 1:1 (33.) Osman Bozkurt, 1:2 (42.) Sebastián Martínez, 2:2 (67.) Markus Pink, 3:2 (87.) Markus Pink                                                 | 1:0 (4.) Goran Aleksić, 1:1 (33.) Osman Bozkurt, 1:2 (42.) Sebastián Martínez, 2:2 (67.) Markus Pink, 3:2 (87.) Markus Pink                                                 | 1:0 (4.) Goran Aleksić, 1:1 (33.) Osman Bozkurt, 1:2 (42.) Sebastián Martínez, 2:2 (67.) Markus Pink, 3:2 (87.) Markus Pink                                                 | 1:0 (4.) Goran Aleksić, 1:1 (33.) Osman Bozkurt, 1:2 (42.) Sebastián Martínez, 2:2 (67.) Markus Pink, 3:2 (87.) Markus Pink                                                 |
| 09.03.2010 | EL | – | BL | FC Dornbirn | – | SV Ried | 0:2 (0:1) |
|            | Torschützen: | Torschützen: | Torschützen: | 0:1 (32.) Jonathan, 0:2 (82.) Jonathan | 0:1 (32.) Jonathan, 0:2 (82.) Jonathan | 0:1 (32.) Jonathan, 0:2 (82.) Jonathan | 0:1 (32.) Jonathan, 0:2 (82.) Jonathan |
| 09.03.2010 | EL | – | EL | FC Admira Wacker Mödling | – | FC Gratkorn | 0:0 – 4:2 n. E. |
|            | Torschützen: | Torschützen: | Torschützen: | keine | keine | keine | keine |
| 09.03.2010 | EL | – | BL | FC Lustenau | – | SC Magna Wiener Neustadt | 1:3 (0:1) |
|            | Torschützen: | Torschützen: | Torschützen: | 0:1 (24., Elfmeter) Mensur Kurtisi, 0:2 (63.) Mensur Kurtisi, 0:3 (68.) Mensur Kurtisi, 1:3 (73.) Thomas Fröschl                                                            | 0:1 (24., Elfmeter) Mensur Kurtisi, 0:2 (63.) Mensur Kurtisi, 0:3 (68.) Mensur Kurtisi, 1:3 (73.) Thomas Fröschl                                                            | 0:1 (24., Elfmeter) Mensur Kurtisi, 0:2 (63.) Mensur Kurtisi, 0:3 (68.) Mensur Kurtisi, 1:3 (73.) Thomas Fröschl                                                            | 0:1 (24., Elfmeter) Mensur Kurtisi, 0:2 (63.) Mensur Kurtisi, 0:3 (68.) Mensur Kurtisi, 1:3 (73.) Thomas Fröschl                                                            |
| 10.03.2010 | RL | – | BL | FC Blau-Weiß Linz | – | SK Rapid Wien | 1:2 (1:0) |
|            | Torschützen: | Torschützen: | Torschützen: | 1:0 (36.) Stoyanov Svetozar, 1:1 (47.) Christopher Drazan, 1:2 (69.) Nikica Jelavić                                                                                         | 1:0 (36.) Stoyanov Svetozar, 1:1 (47.) Christopher Drazan, 1:2 (69.) Nikica Jelavić                                                                                         | 1:0 (36.) Stoyanov Svetozar, 1:1 (47.) Christopher Drazan, 1:2 (69.) Nikica Jelavić                                                                                         | 1:0 (36.) Stoyanov Svetozar, 1:1 (47.) Christopher Drazan, 1:2 (69.) Nikica Jelavić                                                                                         |
| Legende:   | BL = Bundesliga (1. Leistungsstufe) – EL = Erste Liga (2. Leistungsstufe) – RL = Regionalliga (3. Leistungsstufe) n. V. = nach Verlängerung – n. E. = nach Elfmeterschießen | BL = Bundesliga (1. Leistungsstufe) – EL = Erste Liga (2. Leistungsstufe) – RL = Regionalliga (3. Leistungsstufe) n. V. = nach Verlängerung – n. E. = nach Elfmeterschießen | BL = Bundesliga (1. Leistungsstufe) – EL = Erste Liga (2. Leistungsstufe) – RL = Regionalliga (3. Leistungsstufe) n. V. = nach Verlängerung – n. E. = nach Elfmeterschießen | BL = Bundesliga (1. Leistungsstufe) – EL = Erste Liga (2. Leistungsstufe) – RL = Regionalliga (3. Leistungsstufe) n. V. = nach Verlängerung – n. E. = nach Elfmeterschießen | BL = Bundesliga (1. Leistungsstufe) – EL = Erste Liga (2. Leistungsstufe) – RL = Regionalliga (3. Leistungsstufe) n. V. = nach Verlängerung – n. E. = nach Elfmeterschießen | BL = Bundesliga (1. Leistungsstufe) – EL = Erste Liga (2. Leistungsstufe) – RL = Regionalliga (3. Leistungsstufe) n. V. = nach Verlängerung – n. E. = nach Elfmeterschießen | BL = Bundesliga (1. Leistungsstufe) – EL = Erste Liga (2. Leistungsstufe) – RL = Regionalliga (3. Leistungsstufe) n. V. = nach Verlängerung – n. E. = nach Elfmeterschießen |

## Viertelfinale

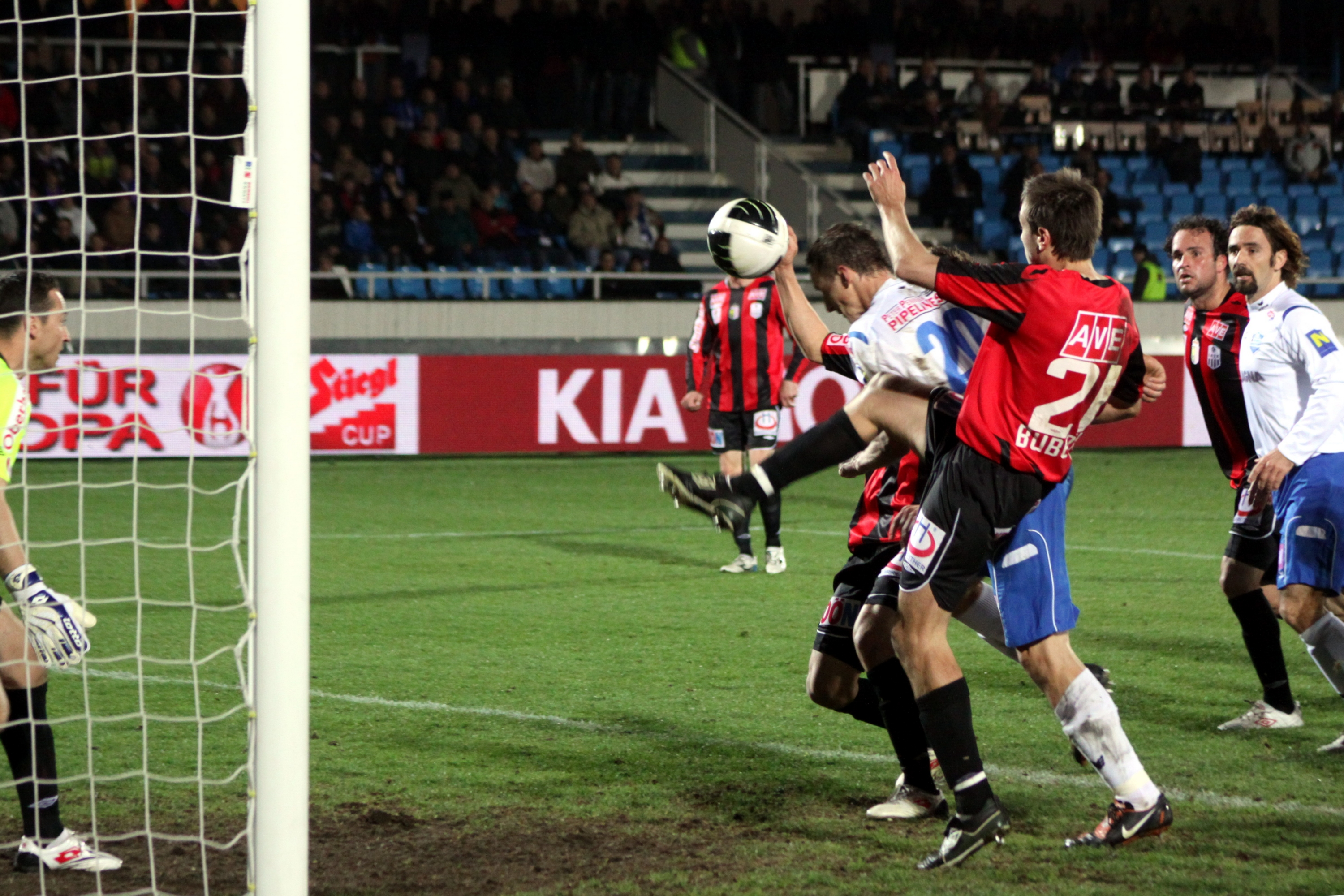
Wolfgang Bubenik kommt zu spät und Hannes Aigner erzielt per Kopf den Ausgleichstreffer für den SC Magna Wiener Neustadt gegen LASK Linz. Die dahinter sichtbare Hand gehört zum Linzer Abwehrspieler Thomas Piermayr

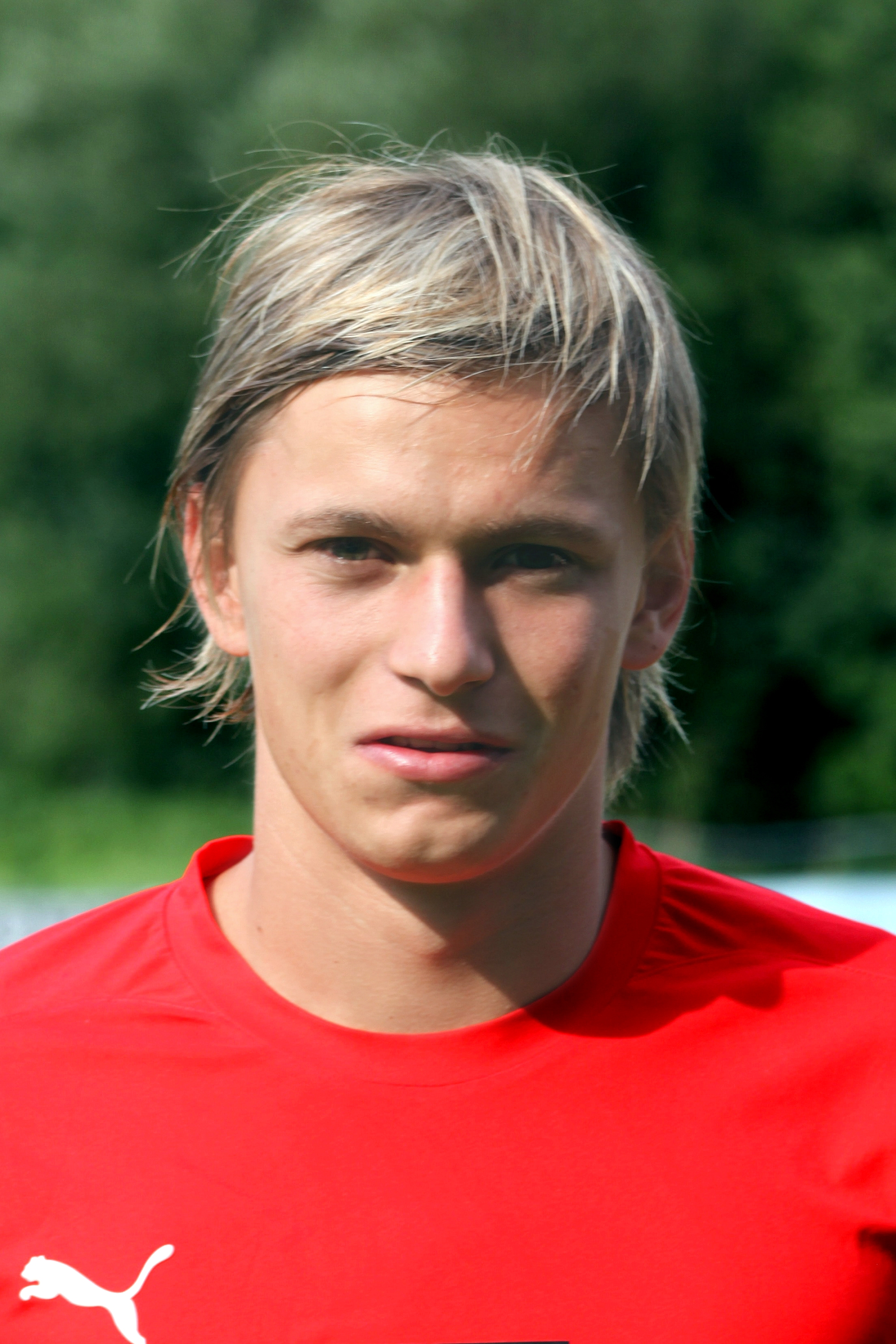
Goldtorschütze für den SK Austria Kärnten: Stefan Hierländer

Das Viertelfinale, das am 30. und 31. März 2010 ausgespielt wurde, wurde am 14. März 2010 im Rahmen der ORF-Sendung „Sport am Sonntag“ ausgelost. Dieses brachte zwei Duelle von Bundesligisten und zwei Vergleiche zwischen Bundesliga und Erster Liga, bei denen die Erstligisten das Pech hatten, auswärts antreten zu müssen.
Für die Überraschung des Viertelfinales sorgte das abgeschlagene Bundesliga-Schlusslicht SK Austria Kärnten, das den SK Rapid Wien empfing. Obwohl nur 3000 Zuschauer das Spiel sehen wollten, bewiesen die Klagenfurter große Moral und wandelten einen 1:2-Rückstand noch in einen 3:2-Sieg um. Rapid Wien hatte damit seine Negativserie im ÖFB-Cup fortgesetzt. Übertragen wurde diese Partie auf ORF 1. Brisanz versprach auch das Duell zwischen dem SC Magna Wiener Neustadt und LASK Linz, der nunmehr vom früheren Trainer der Wiener Neustädter, Helmut Kraft, betreut wird. Die Gäste sahen lange Zeit wie der sichere Sieger aus, da die Hausherren vergeblich einem 0:1-Rückstand nachlaufen mussten. Erst in der dritten Minute der Nachspielzeit gelang Wiener Neustadt durch Kapitän Hannes Aigner der Ausgleich. Damit war die Moral der Linzer gebrochen und Wiener Neustadt konnte sich in der Verlängerung mit 2:1 durchsetzen.
Vorjahresfinalist FC Admira Wacker Mödling konnte dabei den SK Sturm Graz vor 6750 Zuschauern voll fordern. Die Grazer konnten trotz Heimvorteils erst zwei Minuten vor Ende der Verlängerung durch ein Tor von Jakob Jantscher knapp mit 1:0 besiegen. Noch knapper verlief das Spiel zwischen der SV Ried und dem SC Austria Lustenau. Der Bundesligist ging zwar programmgemäß mit 1:0 in Führung, doch Lustenau erzwang eine Minute vor Ende der regulären Spielzeit die Verlängerung, die torlos ausging. Somit musste die Entscheidung im Elfmeterschießen gesucht werden, in dem die SV Ried mit 4:2 das bessere Ende für sich hatte. Ein Kuriosum war, dass das Spiel für sechs Minuten unterbrochen werden musste, weil sich Schiedsrichterassistent Andreas Wiltschnigg derart am Knöchel verletzte, dass er nicht weitermachen konnte. Nachdem kein vierter Offizieller eingeteilt war, musste im Publikum nach Ersatz gesucht werden, der letztlich in Landesligaschiedsrichter Rudolf Hofinger gefunden wurde.
Damit schieden die letzten beiden Mannschaften der Ersten Liga aus. Das Halbfinale wurde somit von vier Vereinen der Bundesliga bestritten.

### Ergebnisse im Viertelfinale
| Datum      | Liga | Liga | Liga | Heimmannschaft | | Gastmannschaft | Ergebnis |
| ---------- | --- | --- | --- | --- | --- | --- | --- |
| 30.03.2010 | BL | – | EL | SK Sturm Graz | – | FC Admira Wacker Mödling | 0:0 – 1:0 n. V. |
|            | Torschützen: | Torschützen: | Torschützen: | 1:0 (117.) Jakob Jantscher | 1:0 (117.) Jakob Jantscher | 1:0 (117.) Jakob Jantscher | 1:0 (117.) Jakob Jantscher |
| 31.03.2010 | BL | – | BL | SK Austria Kärnten | – | SK Rapid Wien | 3:2 (1:1) |
|            | Torschützen: | Torschützen: | Torschützen: | 1:0 (40.) Leonhard Kaufmann, 1:1 (44.) Markus Heikkinen, 1:2 (54.) Christopher Trimmel, 2:2 (56., Eigentor) Nikica Jelavić, 3:2 (76.) Stefan Hierländer | 1:0 (40.) Leonhard Kaufmann, 1:1 (44.) Markus Heikkinen, 1:2 (54.) Christopher Trimmel, 2:2 (56., Eigentor) Nikica Jelavić, 3:2 (76.) Stefan Hierländer | 1:0 (40.) Leonhard Kaufmann, 1:1 (44.) Markus Heikkinen, 1:2 (54.) Christopher Trimmel, 2:2 (56., Eigentor) Nikica Jelavić, 3:2 (76.) Stefan Hierländer | 1:0 (40.) Leonhard Kaufmann, 1:1 (44.) Markus Heikkinen, 1:2 (54.) Christopher Trimmel, 2:2 (56., Eigentor) Nikica Jelavić, 3:2 (76.) Stefan Hierländer |
| 31.03.2010 | BL | – | BL | SC Magna Wiener Neustadt | – | LASK Linz | 1:1 (0:0) – 2:1 n. V. |
|            | Torschützen: | Torschützen: | Torschützen: | 0:1 (48.) Lukas Kragl, 1:1 (90.+3') Hannes Aigner, 2:1 (101., Eigentor) René Aufhauser                                                                  | 0:1 (48.) Lukas Kragl, 1:1 (90.+3') Hannes Aigner, 2:1 (101., Eigentor) René Aufhauser                                                                  | 0:1 (48.) Lukas Kragl, 1:1 (90.+3') Hannes Aigner, 2:1 (101., Eigentor) René Aufhauser                                                                  | 0:1 (48.) Lukas Kragl, 1:1 (90.+3') Hannes Aigner, 2:1 (101., Eigentor) René Aufhauser                                                                  |
| 31.03.2010 | BL | – | EL | SV Ried | – | SC Austria Lustenau | 1:1 (0:0) – 1:1 n. V. – 4.2. n. E. |
|            | Torschützen: | Torschützen: | Torschützen: | 1:0 (51.) Herwig Drechsel, 1:1 (89.) Edin Salkić | 1:0 (51.) Herwig Drechsel, 1:1 (89.) Edin Salkić | 1:0 (51.) Herwig Drechsel, 1:1 (89.) Edin Salkić | 1:0 (51.) Herwig Drechsel, 1:1 (89.) Edin Salkić |
| Legende:   | BL = Bundesliga (1. Leistungsstufe) – EL = Erste Liga (2. Leistungsstufe) n. V. = nach Verlängerung – n. E. = nach Elfmeterschießen | BL = Bundesliga (1. Leistungsstufe) – EL = Erste Liga (2. Leistungsstufe) n. V. = nach Verlängerung – n. E. = nach Elfmeterschießen | BL = Bundesliga (1. Leistungsstufe) – EL = Erste Liga (2. Leistungsstufe) n. V. = nach Verlängerung – n. E. = nach Elfmeterschießen | BL = Bundesliga (1. Leistungsstufe) – EL = Erste Liga (2. Leistungsstufe) n. V. = nach Verlängerung – n. E. = nach Elfmeterschießen                     | BL = Bundesliga (1. Leistungsstufe) – EL = Erste Liga (2. Leistungsstufe) n. V. = nach Verlängerung – n. E. = nach Elfmeterschießen                     | BL = Bundesliga (1. Leistungsstufe) – EL = Erste Liga (2. Leistungsstufe) n. V. = nach Verlängerung – n. E. = nach Elfmeterschießen                     | BL = Bundesliga (1. Leistungsstufe) – EL = Erste Liga (2. Leistungsstufe) n. V. = nach Verlängerung – n. E. = nach Elfmeterschießen                     |

## Semifinale

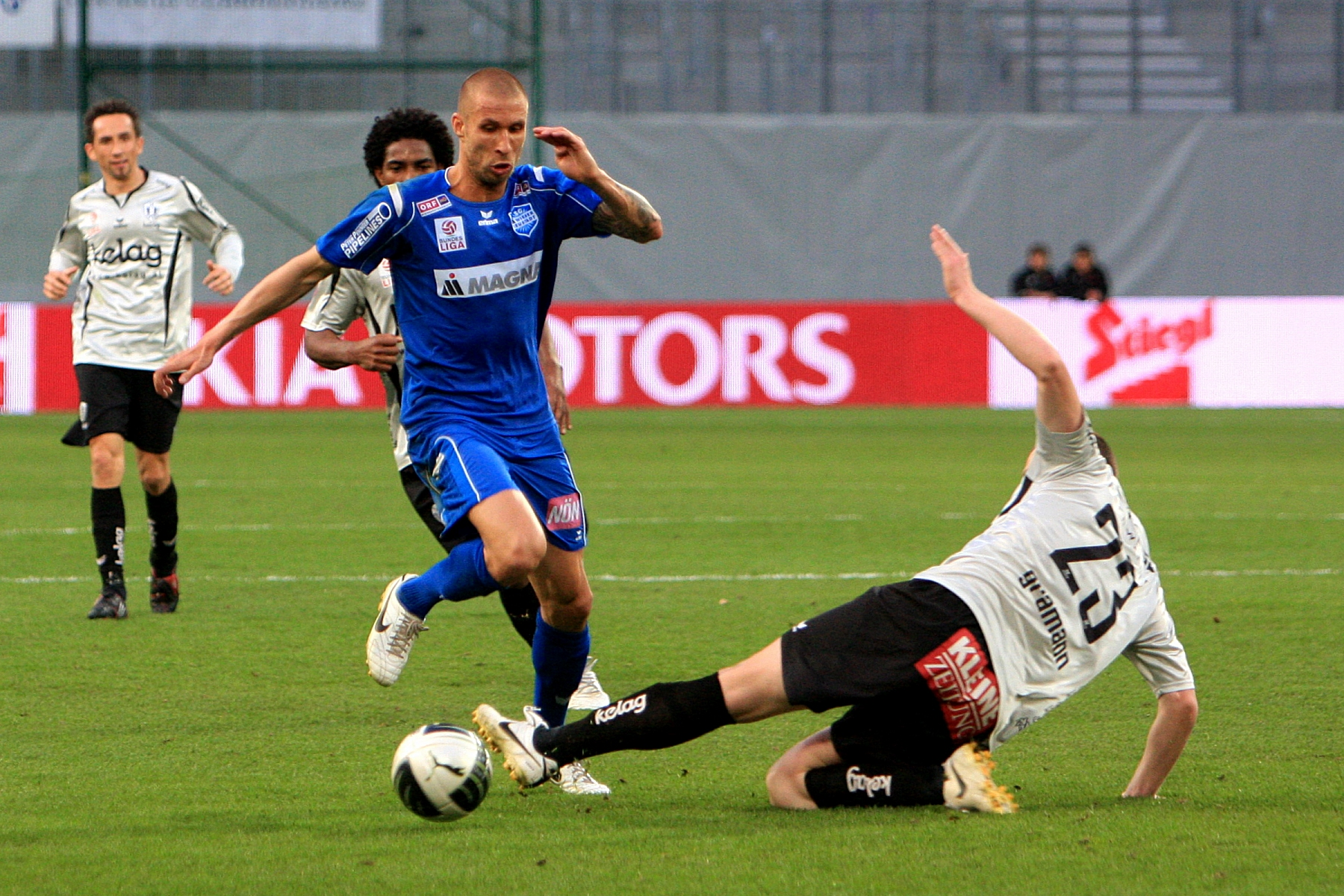
Wiener Neustadts Nationalteamspieler Patrick Wolf kann von Daniel Gramann (rechts) nicht gestoppt werden. Sandro (dahinter) und Matthias Dollinger (links) beobachten die Szene.

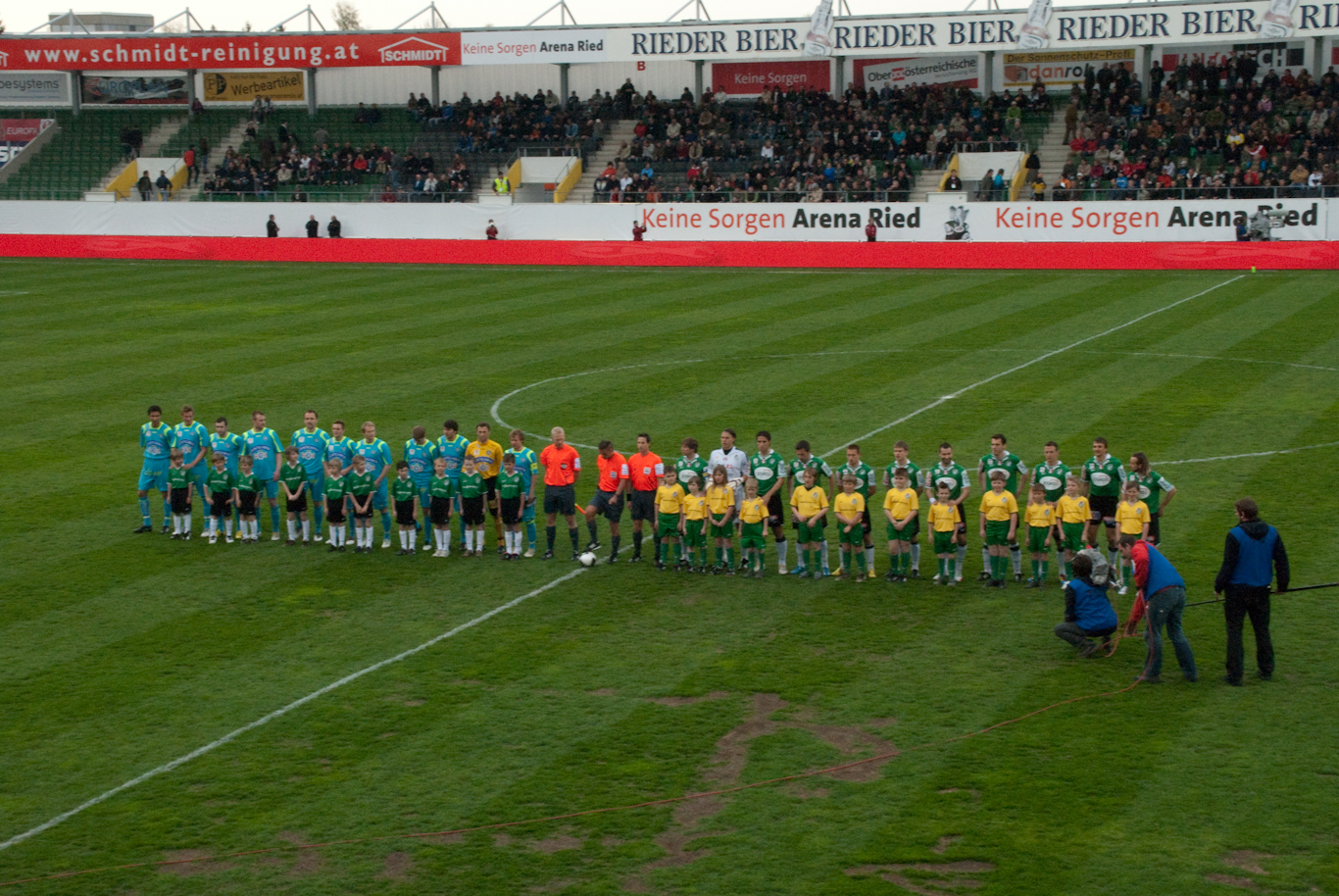
Sturm Graz (li.) und die SV Ried (re.) vor dem Halbfinale am 22. April

Die Semifinale wurden am 4. April 2010 wiederum im Rahmen der ORF-Sendung „Sport am Sonntag“ ausgelost. Qualifiziert waren die vier Bundesligavereine SK Sturm Graz, SC Magna Wiener Neustadt, SV Ried und SK Austria Kärnten. Das Spiel der SV Ried gegen den SK Sturm Graz wurde auf ORF 1 live übertragen.
Der SC Magna Wiener Neustadt konnte dabei beim Bundesliga-Fixabsteiger SK Austria Kärnten einen in diesem Ausmaß überraschend klaren 4:0-Auswärtssieg landen. Die Mannschaft war von Trainer Peter Schöttel hervorragend eingestellt und ließ, obwohl sie auswärts antreten musste, vom Anpfiff weg keinen Zweifel aufkommen, dass sie den Einzug in das Cupfinale schaffen wird. U21-Teamspieler Alexander Grünwald konnte die Wiener Neustädter bereits in der achten Minute in Führung bringen. Nachdem A-Teamspieler Patrick Wolf in 33. Minuten auf 0:2 erhöhte, war der Rest nur mehr Formsache.
Sicherer als es das Ergebnis besagt, schaffte der SK Sturm Graz bei der SV Ried einen 1:0-Auswärtssieg. Klemen Lavrič brachte seine Mannschaft per Kopfball bereits nach 19 Minuten in Führung. Danach kontrollierte Sturm Graz das Spiel und scheiterte zweimal an der Torstange. Die SV Ried konnte die Gäste nie ernsthaft in Gefahr bringen.

### Ergebnisse im Semifinale
| Datum      | Liga                                | Liga                                | Liga                                | Heimmannschaft                                                                                       | | Gastmannschaft                                                                                       | Ergebnis                                                                                             |
| ---------- | ----------------------------------- | ----------------------------------- | ----------------------------------- | --- | --- | --- | --- |
| 20.04.2010 | BL                                  | –                                   | BL                                  | SK Austria Kärnten                                                                                   | – | SC Magna Wiener Neustadt                                                                             | 0:4 (0:3)                                                                                            |
|            | Torschützen:                        | Torschützen:                        | Torschützen:                        | 0:1 (8.) Alexander Grünwald, 0:2 (33.) Patrick Wolf, 0:3 (45.) Mirnel Sadović, 0:4 (80.) Diego Viana | 0:1 (8.) Alexander Grünwald, 0:2 (33.) Patrick Wolf, 0:3 (45.) Mirnel Sadović, 0:4 (80.) Diego Viana | 0:1 (8.) Alexander Grünwald, 0:2 (33.) Patrick Wolf, 0:3 (45.) Mirnel Sadović, 0:4 (80.) Diego Viana | 0:1 (8.) Alexander Grünwald, 0:2 (33.) Patrick Wolf, 0:3 (45.) Mirnel Sadović, 0:4 (80.) Diego Viana |
| 21.04.2010 | BL                                  | –                                   | BL                                  | SV Ried                                                                                              | – | SK Sturm Graz                                                                                        | 0:1 (0:1)                                                                                            |
|            | Torschützen:                        | Torschützen:                        | Torschützen:                        | 0:1 (19.) Klemen Lavrič                                                                              | 0:1 (19.) Klemen Lavrič                                                                              | 0:1 (19.) Klemen Lavrič                                                                              | 0:1 (19.) Klemen Lavrič                                                                              |
| Legende:   | BL = Bundesliga (1. Leistungsstufe) | BL = Bundesliga (1. Leistungsstufe) | BL = Bundesliga (1. Leistungsstufe) | BL = Bundesliga (1. Leistungsstufe)                                                                  | BL = Bundesliga (1. Leistungsstufe)                                                                  | BL = Bundesliga (1. Leistungsstufe)                                                                  | BL = Bundesliga (1. Leistungsstufe)                                                                  |

## Endspiel
Während der erst 2008 ins Leben gerufene SC Magna Wiener Neustadt sich erstmals für das Cup-Endspiel qualifizieren konnte, nahm der SK Sturm Graz nach 2002 (2:3-Niederlage gegen den Stadtrivalen Grazer AK) wieder am Endspiel um den Österreichischen Fußballpokal teil. Der letzte Cupsieg der Grazer war 1999 (1:1 und 4:2 nach Verlängerung gegen LASK Linz). Von den damaligen Mannschaften war nur mehr Mario Haas im Kader des SK Sturm. Bei den Wiener Neustädtern haben Kapitän Hannes Aigner und Ronald Gërçaliu, als Cupsieger mit dem FK Austria Wien (2007) sowie Mirnel Sadović, als bosnisch-herzegowinischer Pokalsieger mit dem FK Sarajevo (2005) Endspielerfahrung. Der mit dem SC Magna Wiener Neustadt fusionierte 1. Wiener Neustädter SC bestritt zuletzt 1965 ein Cupfinale (1:2 gegen LASK Linz).
Der Sieger des OFB-Cups 2009/10 ist an der Qualifikation zur UEFA Europa League 2010/11 teilnahmeberechtigt, wo er ab der dritten Runde teilnimmt.
Nachdem dem SC Magna Wiener Neustadt bereits in der ersten Spielminute ein Foulelfmeter vorenthalten wurde, übernahm die Mannschaft von Trainer Peter Schöttel vorerst das Kommando am Spielfeld, konnte aber keine zählbaren Erfolge herausarbeiten. Erst nach etwa 30 Minuten konnte der SK Sturm Graz das Spiel ausgeglichen gestalten. Nach dem Seitenwechsel übernahmen die Grazer zusehends das Kommando, scheiterte jedoch vorerst an der gut gestaffelten Abwehr der Wiener Neustädter. So mussten die etwa 25.000 mitgereisten Sturm-Fans bis zur 81. Spielminute warten, ehe den Grazern nach einem Zuspiel von Samir Muratović durch Klemen Lavrič der letztlich verdiente Siegestreffer gelang.
Der Siegerpokal wurde von ÖFB-Präsident Leo Windtner und ÖFB-Generaldirektor Alfred Ludwig an Sturm-Graz-Kapitän Mario Haas, der mit seiner Einwechslung in der 78. Minute die Schleife von Mario Kienzl übernahm, überreicht. Für Mario Haas, der seit 1993 mit zwei kurzen Unterbrechungen dem Verein angehört, war dies eine Auszeichnung seiner treuen Dienste.

### Ergebnis des Endspiels
| Paarung                   | SK Sturm Graz – SC Magna Wiener Neustadt |
| Ergebnis                  | 1:0 (0:0) |
| Datum                     | 16. Mai 2010 um 16:30 Uhr |
| Stadion                   | Hypo Group Arena, Klagenfurt |
| Zuschauer                 | 28.000 |
| Schiedsrichter            | Gerhard Grobelnik (Wien) |
| Schiedsrichterassistenten | Andreas Fellinger und Alain Hoxha |
| Vierter Offizieller       | Manfred Krassnitzer |
| Tore                      | 1:0 Klemen Lavrič (81.) |
| SK Sturm Graz             | Christian Gratzei – Ilia Kandelaki, Mario Sonnleitner, Gordon Schildenfeld, Fabian Lamotte – Jakob Jantscher (78. Mario Haas), Manuel Weber, Mario Kienzl , Klaus Salmutter (56. Daniel Beichler) – Klemen Lavrič, Roman Kienast (74. Samir Muratović) Cheftrainer: Franco Foda |
| SC Magna Wiener Neustadt  | Sašo Fornezzi – Ronald Gërçaliu, Christian Ramsebner, Pavel Košťál, Petr Johana (50. Mario Reiter) – Michael Stanislaw – Hannes Aigner , Tomas Šimkovič, Alexander Grünwald, Patrick Wolf (83. Václav Koloušek) – Mirnel Sadović (59. Diego Viana) Cheftrainer: Peter Schöttel  |
| Gelbe Karten              | Klemen Lavrič (81., Unsportlichkeit) – Petr Johana (19., Foul), Alexander Grünwald (42., Unsportlichkeit), Pavel Košťál (93., Unsportlichkeit) |

### Bilder vom Endspiel
| |                                              | |  | |                                   | |
| Die Mannschaft des SC Magna Wiener Neustadt.                                                                  | Die Mannschaft des SC Magna Wiener Neustadt. | Die Mannschaft des SC Magna Wiener Neustadt.                                                           |  | Die Mannschaft des SK Sturm Graz.                                                                                   | Die Mannschaft des SK Sturm Graz. | Die Mannschaft des SK Sturm Graz.                                                                                    |
| |                                              | |  | |                                   | |
| Schauplatz des Endspiels war die mit 28.000 Besuchern ausverkaufte Hypo Group Arena in Klagenfurt.            |                                              | Diego Viana (SC Magna) wird von Ilia Kandelaki (SK Sturm) verfolgt.                                    |  | Kopfballdreikampf zwischen Hannes Aigner (SC Magna) und den Grazern Fabian Lamotte (vorne) und Gordon Schildenfeld. |                                   | Wiener Neustadts Kapitän Hannes Aigner hat sich in dieser Szene gegen den Grazer Mario Kienzl durchgesetzt.          |
| |                                              | |  | |                                   | |
| Die Spieler des SK Sturm Graz jubeln über den Cupsieg. Kapitän Mario Haas stemmt den Siegerpokal in die Höhe. |                                              | Die Freude der Spieler des SK Sturm Graz und deren Fans, die das Podium stürmten, kannte kaum Grenzen. |  | Schiedsrichter Gerhard Grobelnik (Mitte) mit seinen Assistenten Andreas Fellinger (links) und Alain Hoxha.          |                                   | Übergabe der Medaillen an die Spieler des SC Magna Wiener Neustadt, hier Ronald Gërçaliu, für das Cup-Endspiel 2010. |

## Torschützentabelle
Stand: 16. Mai 2010 (nach dem Endspiel)
| Rang | Tore | Spiele | Name                | Land       | Verein                   |
| ---- | ---- | ------ | ------------------- | ---------- | ------------------------ |
| 01   | 4    | 5      | Jonathan            | Spanien    | SV Ried                  |
| 0    | 4    | 3      | Elvir Karahasonović | Österreich | SPG Reichenau/Innsbruck  |
| 0    | 4    | 6      | Mensur Kurtisi      | Österreich | SC Magna Wiener Neustadt |
| 0    | 4    | 6      | Klemen Lavrič       | Slowenien  | SK Sturm Graz            |
| 0    | 4    | 4      | Đorđe Rakić         | Serbien    | FC Red Bull Salzburg     |
| 0    | 4    | 4      | Thomas Stadler      | Österreich | FC Dornbirn              |
| 07   | 3    | 4      | Christopher Drazan  | Österreich | SK Rapid Wien            |
| 0    | 3    | 4      | Tomáš Jun           | Tschechien | FK Austria Wien          |
| 0    | 3    | 4      | Mario Konrad        | Österreich | SK Rapid Wien            |
| 0    | 3    | 4      | Christian Mayrleb   | Österreich | LASK Linz                |
| 0    | 3    | 3      | Gerald Puntigam     | Österreich | FC Gratkorn              |
| 0    | 3    | 3      | Robert Statthaler   | Österreich | SVL Flavia Solva         |
| 0    | 3    | 2      | Bernhard Ungerböck  | Österreich | FK Austria Wien II       |

## Grafische Übersicht ab dem Achtelfinale
|  | Achtelfinale | Achtelfinale             | Achtelfinale             |                          |   | Viertelfinale | Viertelfinale | Viertelfinale |  |  | Halbfinale | Halbfinale | Halbfinale |  |  | Endspiel | Endspiel | Endspiel |
|  |              |                          |                          |                          |   |               |               |               |  |  |            |            |            |  |  |          |          |          |
|  |              | FC Dornbirn              | 0                        |                          |   |               |               |               |  |  |            |            |            |  |  |          |          |          |
|  |              | SV Ried                  | 2                        |                          |   |               |               |               |  |  |            |            |            |  |  |          |          |          |
|  |              | SV Ried                  | 2                        | SV Ried                  | 4 |               |               |               |  |  |            |            |            |  |  |          |          |          |
|  |              |                          |                          | SV Ried                  | 4 |               |               |               |  |  |            |            |            |  |  |          |          |          |
|  |              |                          |                          | SC Austria Lustenau      | 2 |               |               |               |  |  |            |            |            |  |  |          |          |          |
|  |              | FC Wacker Innsbruck      | 0                        | SC Austria Lustenau      | 2 |               |               |               |  |  |            |            |            |  |  |          |          |          |
|  |              |                          |                          |                          |   |               |               |               |  |  |            |            |            |  |  |          |          |          |
|  |              | SC Austria Lustenau      | 1                        |                          |   |               |               |               |  |  |            |            |            |  |  |          |          |          |
|  |              | SC Austria Lustenau      | 1                        | SV Ried                  | 0 |               |               |               |  |  |            |            |            |  |  |          |          |          |
|  |              |                          |                          | SV Ried                  | 0 |               |               |               |  |  |            |            |            |  |  |          |          |          |
|  |              |                          | SK Sturm Graz            | 1                        |   |               |               |               |  |  |            |            |            |  |  |          |          |          |
|  |              | SK Sturm Graz            | SK Sturm Graz            | 1                        | 2 |               |               |               |  |  |            |            |            |  |  |          |          |          |
|  |              |                          |                          |                          | 2 |               |               |               |  |  |            |            |            |  |  |          |          |          |
|  |              | FC Red Bull Salzburg     | 0                        |                          |   |               |               |               |  |  |            |            |            |  |  |          |          |          |
|  |              | FC Red Bull Salzburg     | 0                        | SK Sturm Graz            | 1 |               |               |               |  |  |            |            |            |  |  |          |          |          |
|  |              |                          |                          | SK Sturm Graz            | 1 |               |               |               |  |  |            |            |            |  |  |          |          |          |
|  |              |                          |                          | FC Admira Wacker Mödling | 0 |               |               |               |  |  |            |            |            |  |  |          |          |          |
|  |              | FC Admira Wacker Mödling | 4                        | FC Admira Wacker Mödling | 0 |               |               |               |  |  |            |            |            |  |  |          |          |          |
|  |              |                          |                          |                          |   |               |               |               |  |  |            |            |            |  |  |          |          |          |
|  |              | FC Gratkorn              | 2                        |                          |   |               |               |               |  |  |            |            |            |  |  |          |          |          |
|  |              | FC Gratkorn              | 2                        | SK Sturm Graz            | 1 |               |               |               |  |  |            |            |            |  |  |          |          |          |
|  |              |                          |                          |                          |   |               |               |               |  |  |            |            |            |  |  |          |          |          |
|  |              |                          | SC Magna Wiener Neustadt | 0                        |   |               |               |               |  |  |            |            |            |  |  |          |          |          |
|  |              | SK Austria Kärnten       | SC Magna Wiener Neustadt | 0                        | 3 |               |               |               |  |  |            |            |            |  |  |          |          |          |
|  |              |                          |                          |                          | 3 |               |               |               |  |  |            |            |            |  |  |          |          |          |
|  |              | First Vienna FC 1894     | 2                        |                          |   |               |               |               |  |  |            |            |            |  |  |          |          |          |
|  |              | First Vienna FC 1894     | 2                        | SK Austria Kärnten       | 3 |               |               |               |  |  |            |            |            |  |  |          |          |          |
|  |              |                          |                          | SK Austria Kärnten       | 3 |               |               |               |  |  |            |            |            |  |  |          |          |          |
|  |              |                          |                          | SK Rapid Wien            | 2 |               |               |               |  |  |            |            |            |  |  |          |          |          |
|  |              | FC Blau-Weiß Linz        | 1                        | SK Rapid Wien            | 2 |               |               |               |  |  |            |            |            |  |  |          |          |          |
|  |              |                          |                          |                          |   |               |               |               |  |  |            |            |            |  |  |          |          |          |
|  |              | SK Rapid Wien            | 2                        |                          |   |               |               |               |  |  |            |            |            |  |  |          |          |          |
|  |              | SK Rapid Wien            | 2                        | SK Austria Kärnten       | 0 |               |               |               |  |  |            |            |            |  |  |          |          |          |
|  |              |                          |                          | SK Austria Kärnten       | 0 |               |               |               |  |  |            |            |            |  |  |          |          |          |
|  |              |                          | SC Magna Wiener Neustadt | 4                        |   |               |               |               |  |  |            |            |            |  |  |          |          |          |
|  |              | FC Lustenau              | SC Magna Wiener Neustadt | 4                        | 1 |               |               |               |  |  |            |            |            |  |  |          |          |          |
|  |              |                          |                          |                          |   |               |               |               |  |  |            |            |            |  |  |          |          |          |
|  |              | SC Magna Wiener Neustadt | 3                        |                          |   |               |               |               |  |  |            |            |            |  |  |          |          |          |
|  |              | SC Magna Wiener Neustadt | 3                        | SC Magna Wiener Neustadt | 2 |               |               |               |  |  |            |            |            |  |  |          |          |          |
|  |              |                          |                          | SC Magna Wiener Neustadt | 2 |               |               |               |  |  |            |            |            |  |  |          |          |          |
|  |              |                          |                          | LASK Linz                | 1 |               |               |               |  |  |            |            |            |  |  |          |          |          |
|  |              | LASK Linz                | 1                        | LASK Linz                | 1 |               |               |               |  |  |            |            |            |  |  |          |          |          |
|  |              |                          |                          |                          |   |               |               |               |  |  |            |            |            |  |  |          |          |          |
|  |              | FK Austria Wien          | 0                        |                          |   |               |               |               |  |  |            |            |            |  |  |          |          |          |

## Spielleiterstatistik (ohne Vorrunde)
Stand nach dem Finale (16. Mai 2010)
| Name                                                                                               | Quali- fikation        | Landes- verband        | Spiele |      |      |      | Elf- meter | Anmerkung                                    |
| -------------------------------------------------------------------------------------------------- | ---------------------- | ---------------------- | ------ | ---- | ---- | ---- | ---------- | -------------------------------------------- |
| Bernhard Brugger                                                                                   | FIFA                   | S                      | 4      | 16   | -    | -    | 1          |                                              |
| Gerhard Grobelnik                                                                                  | FIFA                   | W                      | 3      | 16   | -    | -    | 1          | Finalschiedsrichter                          |
| Manfred Krassnitzer                                                                                | BL                     | K                      | 3      | 13   | -    | -    | -          |                                              |
| Senad Cerimagic                                                                                    | RL                     | NÖ                     | 2      | 09   | 1    | -    | 1          |                                              |
| Christian Dintar                                                                                   | EL                     | B                      | 2      | 04   | -    | -    | -          |                                              |
| René Eisner                                                                                        | FIFA                   | ST                     | 2      | 07   | -    | -    | -          |                                              |
| Markus Hameter                                                                                     | BL                     | NÖ                     | 2      | 06   | -    | -    | 1          |                                              |
| Alexander Harkam                                                                                   | BL                     | ST                     | 2      | 06   | 1    | -    | -          |                                              |
| Andreas Heiß                                                                                       | RL                     | T                      | 2      | 09   | -    | -    | -          |                                              |
| Louis Hofmann                                                                                      | BL                     | S                      | 2      | 06   | -    | -    | -          |                                              |
| Andreas Kollegger                                                                                  | EL                     | ST                     | 2      | 12   | -    | 1    | -          |                                              |
| Harald Lechner                                                                                     | FIFA                   | W                      | 2      | 05   | -    | -    | -          |                                              |
| Dieter Muckenhammer                                                                                | EL                     | OÖ                     | 2      | 12   | -    | -    | -          |                                              |
| Dominik Ouschan                                                                                    | EL                     | V                      | 2      | 14   | -    | -    | -          |                                              |
| Thomas Prammer                                                                                     | BL                     | OÖ                     | 2      | 11   | 1    | 1    | -          | Spielabbruch bei Grazer AK gegen FC Lustenau |
| Michael Schmid                                                                                     | EL                     | NÖ                     | 2      | 08   | -    | -    | -          |                                              |
| Manuel Schüttengruber                                                                              | EL                     | OÖ                     | 2      | 11   | 1    | -    | 2          |                                              |
| Benjamin Steuer                                                                                    | EL                     | B                      | 2      | 10   | -    | -    | -          |                                              |
| Gerd Adanitsch                                                                                     | RL                     | K                      | 1      | 05   | -    | -    | -          |                                              |
| Philipp Aiginger                                                                                   | RL                     | NÖ                     | 1      | 05   | -    | -    | -          |                                              |
| Roland Braunschmidt                                                                                | RL                     | B                      | 1      | 06   | -    | -    | -          |                                              |
| Dietmar Drabek                                                                                     | BL                     | OÖ                     | 1      | 01   | -    | -    | -          |                                              |
| Oliver Drachta                                                                                     | FIFA                   | OÖ                     | 1      | 0    | 0    | 0    | 1          |                                              |
| Armin Eder                                                                                         | RL                     | T                      | 1      | 03   | -    | -    | -          |                                              |
| Bernd Eigler                                                                                       | RL                     | ST                     | 1      | 01   | -    | -    | -          |                                              |
| Thomas Einwaller                                                                                   | FIFA                   | T                      | 1      | 05   | -    | -    | -          |                                              |
| Andreas Feichtinger                                                                                | RL                     | OÖ                     | 1      | 05   | -    | -    | 1          |                                              |
| Thomas Gangl                                                                                       | BL                     | V                      | 1      | 06   | -    | -    | -          |                                              |
| Sebastian Gishamer                                                                                 | RL                     | S                      | 1      | 04   | 1    | 1    | 2          |                                              |
| Bernd Hirschbichler                                                                                | RL                     | S                      | 1      | 09   | 2    | -    | 2          |                                              |
| Alain Hoxha                                                                                        | RL                     | W                      | 1      | 06   | 1    | -    | -          |                                              |
| Stefan Meßner                                                                                      | FIFA                   | ST                     | 1      | 01   | -    | -    | -          |                                              |
| Paul Pethö                                                                                         | RL                     | B                      | 1      | 08   | -    | -    | -          |                                              |
| Konrad Plautz                                                                                      | FIFA                   | T                      | 1      | 10   | 2    | -    | -          |                                              |
| Andreas Rothmann                                                                                   | RL                     | OÖ                     | 1      | 02   | -    | -    | -          |                                              |
| Harald Ruiss                                                                                       | RL                     | W                      | 1      | 03   | -    | 2    | 1          |                                              |
| Tanja Schett                                                                                       | EL                     | K                      | 1      | 03   | -    | -    | -          |                                              |
| Mario Strudl                                                                                       | RL                     | V                      | 1      | 08   | 1    | 1    | 1          |                                              |
| Fritz Stuchlik                                                                                     | FIFA                   | W                      | 1      | 02   | -    | -    | -          |                                              |
| Christian Trunner                                                                                  | RL                     | NÖ                     | 1      | 03   | -    | -    | 1          |                                              |
| Matthias Winsauer                                                                                  | RL                     | V                      | 1      | 04   | -    | -    | -          |                                              |
| Gesamt                                                                                             | Gesamt                 | Gesamt                 | 63     | 275  | 11   | 6    | 15         |                                              |
| Durchschnitt pro Spiel                                                                             | Durchschnitt pro Spiel | Durchschnitt pro Spiel | —      | 4,37 | 0,17 | 0,10 | 0,24       |                                              |
| Legende: FIFA = FIFA-Kader / BL = Bundesligakader / EL = Erste Liga-Kader / RL = Regionalligakader |                        |                        |        |      |      |      |            |                                              |